# 德累斯顿
德累斯顿是德國萨克森自由州的首府，德国东部重要的文化、政治和经济中心，位於德國中部偏東的易北河谷地。德累斯顿的城市人口超过56万，都会区人口共有125万，而該城市所在的萨克森三角城市聚集区共有320万人，被列为德国主要大城市之一。
德累斯顿南面距離捷克邊界僅30公里、捷克首都布拉格150公里，北面距離德國首都柏林200公里，東邊離波蘭邊界80公里，离西北部萨克森州另一个大城市莱比锡100公里。

殘留的考古學上的踪跡可以證明，後來成為城市區域的地區在石器時代已有人類定居。在可考的文字記錄中，德累斯頓最早於1206年被提及，並發展為選帝侯以及後來的皇家領地，之後更成為歷史上的薩克森王國首都，拥有数百年的繁荣史、灿烂的文化艺术，和无数精美的巴洛克建筑（德累斯顿的巴洛克风格），被誉为欧洲最美丽的城市之一。作为重要的文化中心，德累斯顿又被称为“易北河上的佛罗伦萨”。
在第二次世界大战以前，德累斯顿也是德国照相机、钟表制造和高级食品的生产中心，是德国最发达的工商业城市之一。根据某些标准，德累斯顿是欧洲消费水平最高的城市。在第二次世界大戰時，该市遭到盟军的大规模空襲，市容面目全非。不过自1990年德国重新统一后，德累斯顿再度成为德国东部的文化、政治和经济中心，擁有豐富的旅游資源，吸引了大批游客前往观光。
德累斯顿还是重要的科學研究中心，拥有许多研究人员，经常被称为“德国硅谷”。德累斯顿工业大学是世界上最古老的科技大学之一，2012年位列德国11所精英大学之一。
由于地处狭窄的河谷，德累斯顿的气候类似于德国南部，比德国东部大部分地方温暖。2002年德累斯顿列为欧洲绿化最佳的大城市：三分之一地区被森林覆盖。“大花园”（Großer Garten）是该市最大的城市公园。

## 地理

### 位置

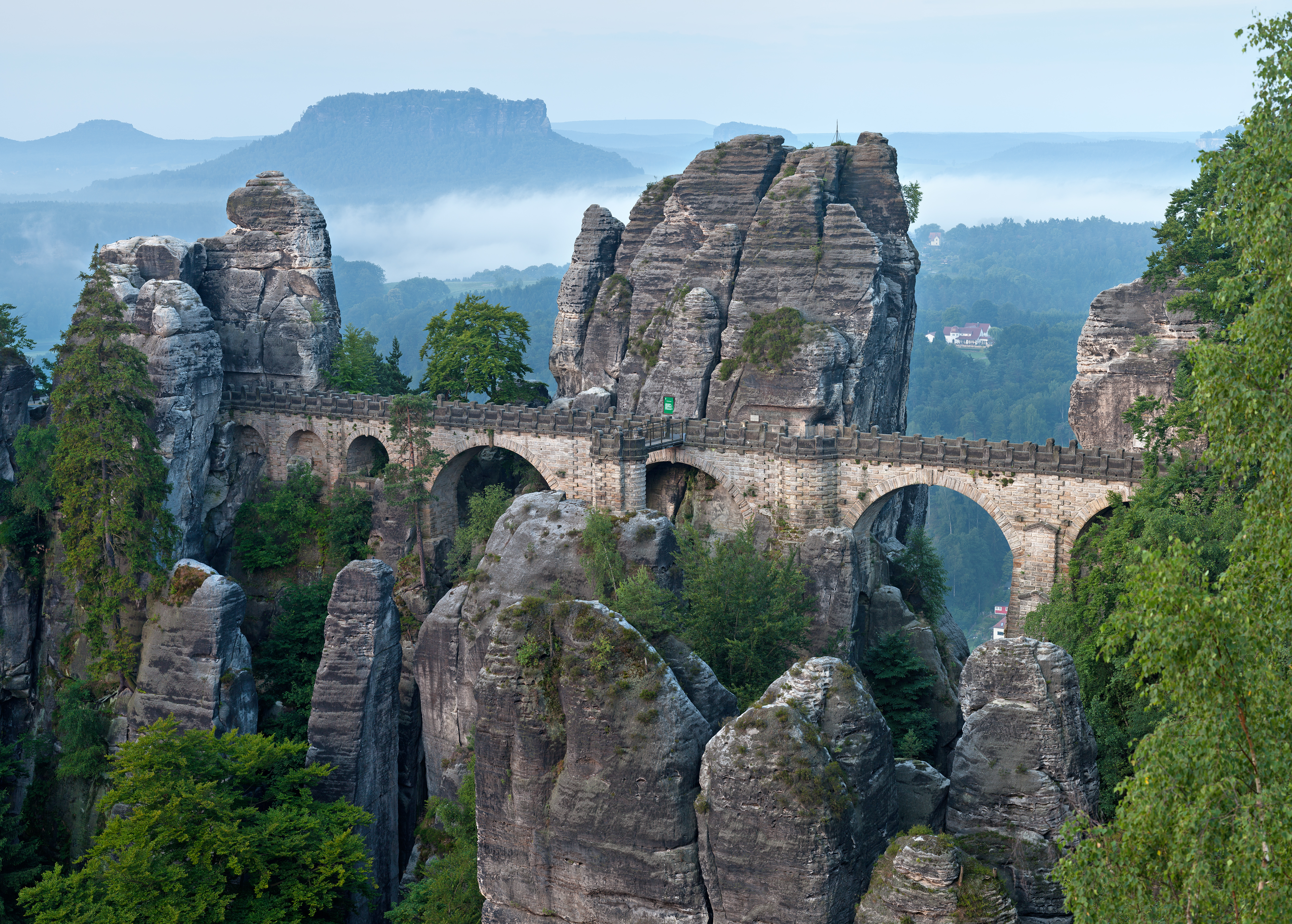
距離德累斯頓幾公里的萨克森小瑞士国家公园

德累斯顿位于北纬51度03分，东经13度45分。它位于易北河的两岸，主要位于德累斯顿易北河河谷盆地中，南面延伸到矿石山脉，北面是花岗岩陡坡，东面是易北河砂岩山脉，海拔约113米。德累斯顿的最高点海拔约为384米。 
由于德累斯顿温和的气候和合适的城市建设位置，以及易北河上精美的巴洛克式建筑，使德累斯顿得到“易北河畔的佛罗伦萨（Elbflorenz）”的美称。 
历史上曾经有60年的时间，德累斯顿都会区（含附近郊区）是仅次于柏林、汉堡和科隆的德国第四大都市区。
德累斯顿最主要的河流是易北河，也是流经该市唯一适于航行的河流。在这一河段有许多山区的支流汇入易北河。

### 环境
距离最近的德国大城市是开姆尼茨（西南80公里）、莱比锡（西北100公里）和柏林（北面200公里）。捷克首都布拉格位于南面150公里；波兰城市弗罗茨瓦夫位于东面200公里。在德累斯顿都市区内还有一些中等规模的城镇，如皮尔纳（40,000居民）、福雷塔尔（40,000居民）、拉德博伊尔（33,000居民）和迈森（28,000居民）。里萨和弗赖贝格距离也不太远。
大德累斯顿已经扩展到邻近区域如卡门茨、迈森、里萨－格罗森海因、鲍岑等县的一小部分，总人口约125万。
由于德累斯顿包括许多乡村地区，成为欧洲最绿色的城市之一，63%的面积为绿地和森林。城北的德累斯顿草原（Dresdner Heide）面积达到50平方公里。德累斯顿有4个自然保护区，加上一个特别保护区面积为18平方公里。该市受到保护的花园、小径、公园、旧墓地和天然纪念物。德累斯顿易北河谷是一处受到保护的世界遗产，构成德累斯顿的文化风景线。贯穿该市长达20公里的易北河草地是该市的一道重要风景。

### 气候
德累斯顿所处的气候带属溫帶大陆性气候，但是由于大部分市区位于易北河谷，那里的小气候与坡地及高地有所不同。海拔227米高，是该市一个较高的地区，德累斯顿气象站设在那里。根据经验，的气温比内城的气温低1-3 °C。尤其在夏天的夜晚，该市气候舒适：午夜气温25 °C并不意外。
一月平均气温为−0.7 °C，七月平均气温为18.1 °C。德累斯顿的夏季温度高于德国平均温度，而冬季又比德国平均气温要低。内城的年平均温度为10.2 °C。最干燥的季节是2月和3月，降水量仅有60毫米。
| Dresden-Klotzsche (1961-1990) | Dresden-Klotzsche (1961-1990) | Dresden-Klotzsche (1961-1990) | Dresden-Klotzsche (1961-1990) | Dresden-Klotzsche (1961-1990) | Dresden-Klotzsche (1961-1990) | Dresden-Klotzsche (1961-1990) | Dresden-Klotzsche (1961-1990) | Dresden-Klotzsche (1961-1990) | Dresden-Klotzsche (1961-1990) | Dresden-Klotzsche (1961-1990) | Dresden-Klotzsche (1961-1990) | Dresden-Klotzsche (1961-1990) | Dresden-Klotzsche (1961-1990) |
| 月份                          | 1月                           | 2月                           | 3月                           | 4月                           | 5月                           | 6月                           | 7月                           | 8月                           | 9月                           | 10月                          | 11月                          | 12月                          | 全年                          |
| ----------------------------- | ----------------------------- | ----------------------------- | ----------------------------- | ----------------------------- | ----------------------------- | ----------------------------- | ----------------------------- | ----------------------------- | ----------------------------- | ----------------------------- | ----------------------------- | ----------------------------- | ----------------------------- |
| 日均气温 °C（°F）             | −0.7 (30.7)                   | 0.4 (32.7)                    | 3.9 (39.0)                    | 8.1 (46.6)                    | 13.1 (55.6)                   | 16.5 (61.7)                   | 18.0 (64.4)                   | 17.7 (63.9)                   | 14.2 (57.6)                   | 9.8 (49.6)                    | 4.4 (39.9)                    | 1.0 (33.8)                    | 8.9 (48.0)                    |
| 平均降水量 mm（）             | 45.7 (1.80)                   | 38.6 (1.52)                   | 41.4 (1.63)                   | 52.8 (2.08)                   | 63.4 (2.50)                   | 74.5 (2.93)                   | 68.7 (2.70)                   | 76.0 (2.99)                   | 51.3 (2.02)                   | 45.1 (1.78)                   | 51.5 (2.03)                   | 57.7 (2.27)                   | 666.7 (26.25)                 |
| 月均日照時數                  | 55.7                          | 75.2                          | 111.5                         | 145.9                         | 203.3                         | 201.1                         | 210.9                         | 197.2                         | 148.4                         | 127.2                         | 58.9                          | 46.1                          | 1,581.4                       |
| 来源：Deutscher Wetterdienst  |                               |                               |                               |                               |                               |                               |                               |                               |                               |                               |                               |                               |                               |

### 防洪
由于德累斯顿位于易北河两岸，有一些发源于Ore山脉的支流汇入，河水穿过内城的咽喉河段。因此防洪是该市发展中要考虑的一个重要方面，为此大片地区不许兴建建筑物。2条宽约50米的壕沟，保护着内城的安全。蓄水池及水库等洪水调节系统均位于城外。
许多地方必须用围墙或打桩防守，一旦易北河泛滥支流，德累斯顿的许多区将被水围困。

### 城市结构
德累斯顿是一个规模广大的城市，不仅由于1990年代的合并。城市各区的结构和外观也有所不同。许多地方还包含着古老的乡村核心，而一些地方则几乎完全保存着乡村的布置。另一类地区是昔日的市郊，拥有星罗棋布的住宅。在社会主义时期建造了许多公寓楼。并不令人惊讶，德累斯顿的各区是上述各种地区的混合。该市最初的部分是老城（Altstadt）和新城（Neustadt）。城墙外得到发展以后，在18世纪又建造了新边界。边界由萨克森君主们计划与建造，因此通常都以那些君主命名，例如，腓特烈城（Friedrichstadt）以腓特烈·奥古斯特二世命名，阿尔贝城（Albertstadt）以阿尔贝命名，约翰城（Johannstadt）以约翰命名。从19世纪起，德累斯顿陆续并入了10个县（Ortsamtsbereich）和9个前市镇（Ortschaften）。

## 历史

### 早期历史

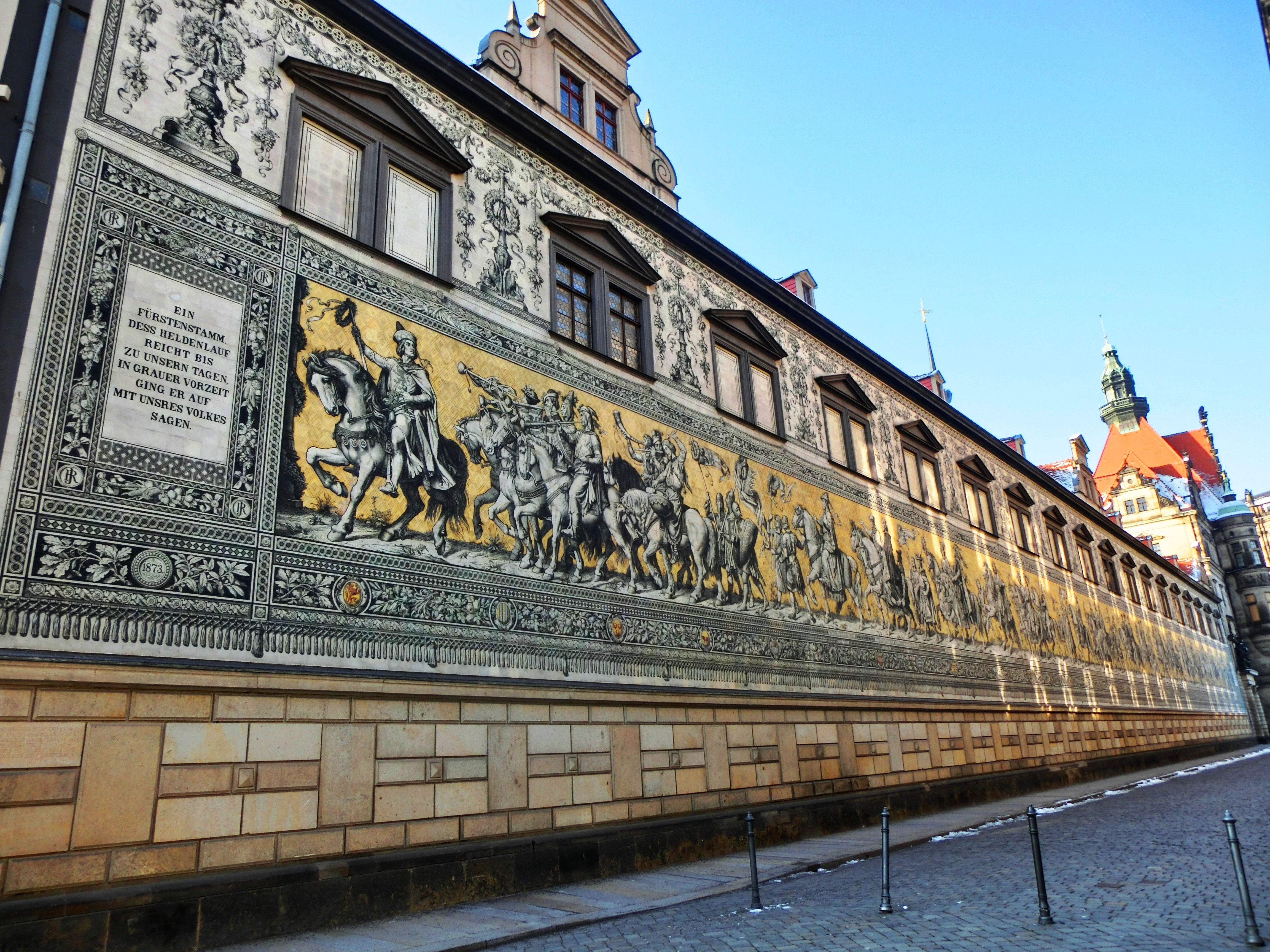
王子的行列 - 是為了慶祝薩克森統治者韋廷王朝800週年紀念而繪，也是萨克森統治的象徵

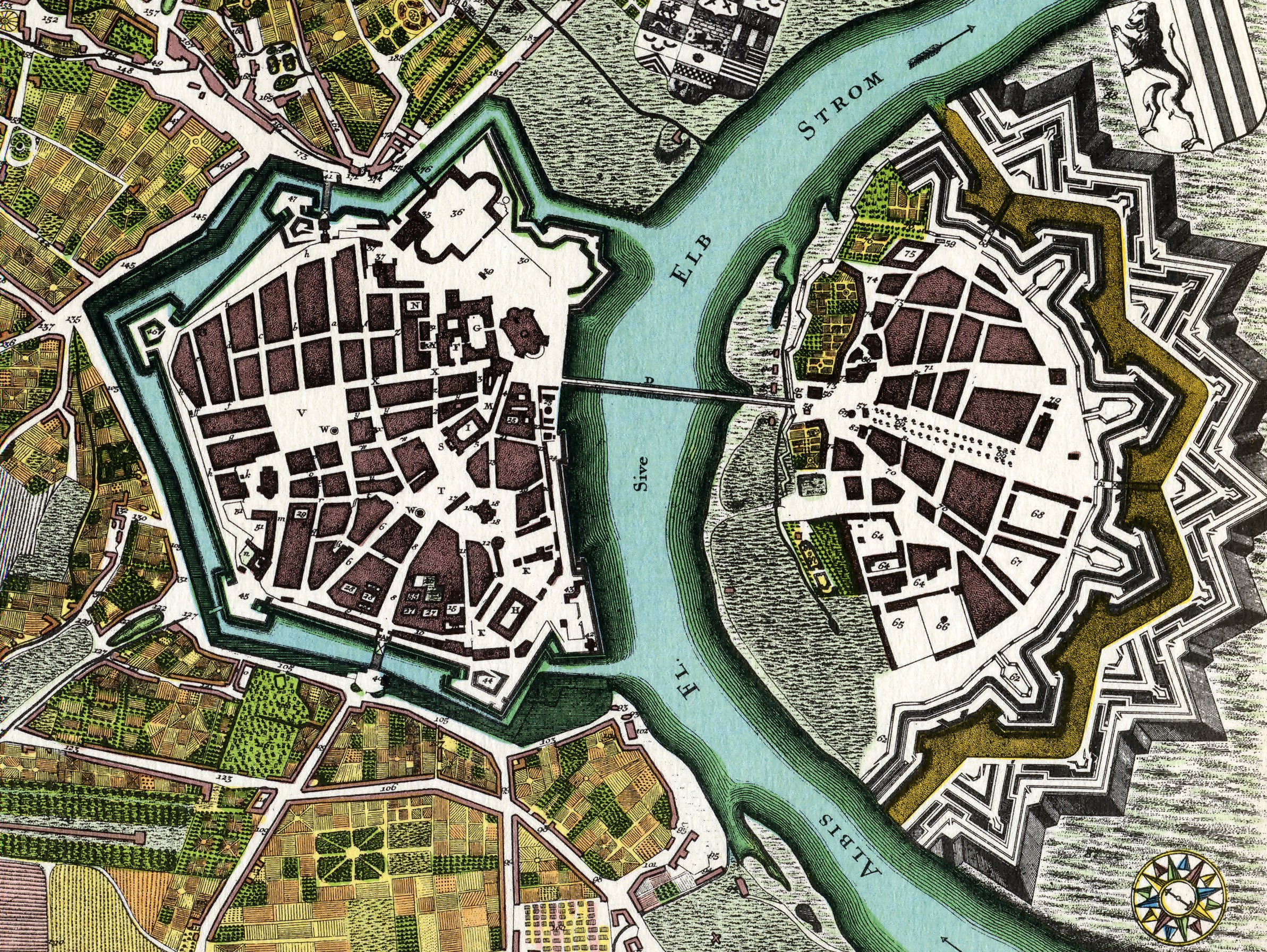
1750年的德累斯顿平面圖

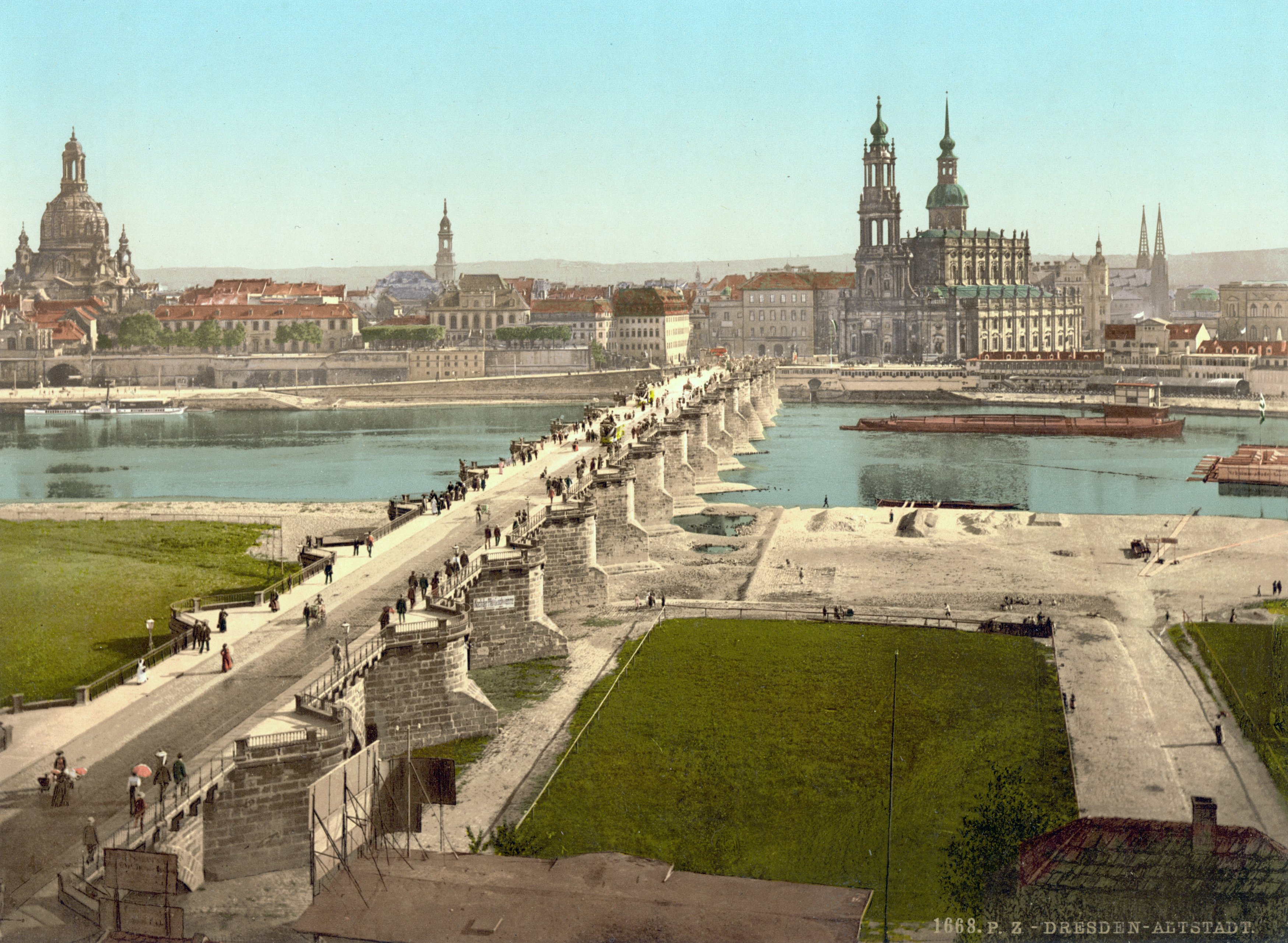
1900年的德累斯顿市容

自从新石器时代，德累斯顿地区已有线纹陶文化的部落生活于此。易北河北岸有一个古代斯拉夫人定居点Drežďany（“淤泥森林居民”），后来称为Altendresden（老城）；这时，日耳曼人向东扩展，1206年，梅森伯爵Dietrich选择在易北河南岸建立了一個德意志城镇Dresdene，作为他的临时住处，就是今天新城的核心。1270年，迈森伯爵傑出的亨利正式定都德累斯顿。亨利死後，该市成为波希米亚王国和勃兰登堡伯爵的屬地。1319年韋廷王朝復辟。从1485年開始成为萨克森公爵的駐地，从1547年起更成為薩克森選帝侯的住處。
由1697年-1706年及1709年-1733年，德累斯顿的薩克森選侯腓特烈·奧古斯特一世當選為成为波兰国王奧古斯特二世，虽然波兰首都仍在华沙，不过从此德累斯顿又有了一个波兰名稱。由於他計劃令德累斯顿成為最重要的皇家住處，他亦開始發現中國製造瓷器（「白色的黃金」）的秘密；在他统治下，在德累斯顿和迈森发明了欧洲的瓷器。他亦从欧洲各地招攬了许多最好的建筑师和画家来到德累斯顿。这段时期，在J.A.哈赛的直接指导下，该市的音乐生活也开始活跃起来，他的統治标志德累斯顿在眾欧洲城市當中，开始在技术和艺术上呈現出领先地位。他的儿子薩克森選侯腓特烈·奧古斯特二世亦由1734年-1763年於德累斯顿作為波蘭国王奥古斯特三世統治波蘭。在他統治期间在德累斯顿簽訂了德累斯顿条约，结束了第二次西里西亚战争，随后在七年战争（1756年-1763年）中，德累斯顿遭受了严重的破壞。
从1806年到1918年期間，德累斯顿是萨克森王国的首都（1871年并入德意志帝国）。拿破仑战争期间，拿破仑以此为军事基地，这年的8月27日他於著名的德累斯顿战役中赢得胜利。
在19世纪，该市成为重要的工业中心，包括汽车制造、食品和医药工业。该市还发展成为重要的国际艺术品和古董销售中心。由于工业化，城市人口从1849年的95,000人增加到1900年的396,000人。
20世纪早期，使德累斯顿特别著名的是它的照相机工厂，如依哈哥（Ihagee，生产爱克山泰-相机）、潘太康（Pentacon，生产柏卡-相机）。此外还有烟厂，其中一座给人深刻印象的，建筑物有一个五彩缤纷的玻璃屋顶，像一座清真寺，至今还存在。从1918年到1934年，德累斯顿是魏玛共和国萨克森第一自由州的首府。
该市在历史上曾遭受过多次毀壞：1491年遭受火灾，1760年遭到普鲁士軍隊的砲擊，1849年在鎮壓立憲主義者的五月起义过程中城市受损，1945年2月又遭到盟军的猛烈轰炸。

### 第二次世界大战

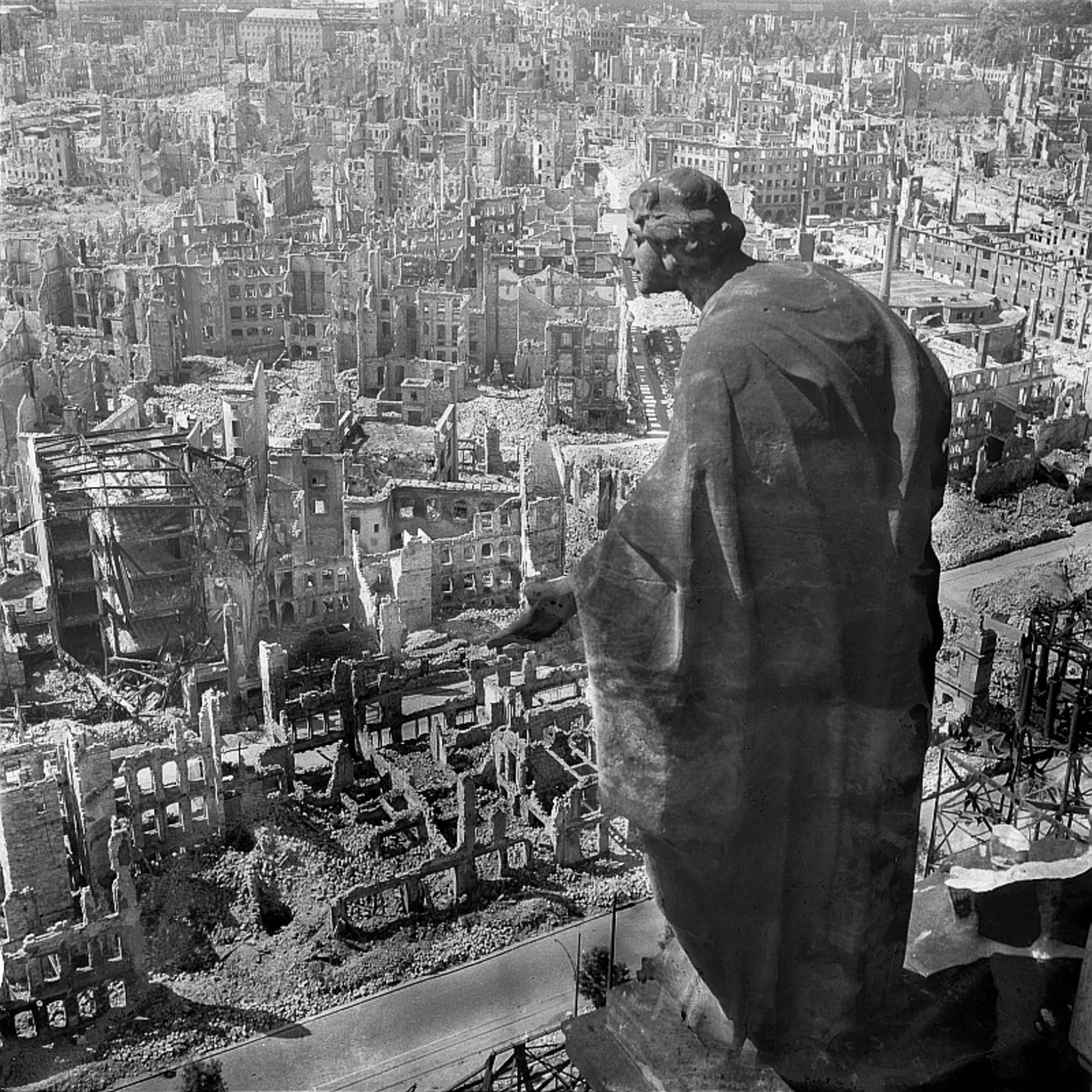
德累斯顿轰炸

德累斯顿雖然不是唯一被第二次世界大战轰炸毁坏的德国城市，但是1945年的德累斯顿轰炸成了战争中最引起争论的事件之一。1945年2月13－14日，情人节的早晨开始了地毯式轰炸。易北河边充满历史文化财富的老城毁坏最严重，由于河流阻隔，破坏较少的新城反而成了今天德累斯顿较老的一部分。
1945年初，西方盟军统帅部开始考虑如何采用战略轰炸机武力援助苏联。他们计划轰炸柏林和其他几个德国东部城市，协助苏军前进。1944年夏天，针对上述城市的大规模密集型轰炸方案在讨论后命名为代号“霹雳行动”，但8月16日计划遭搁置。这时战争已经行将结束。不过当时盟军刚刚从德军的反攻下重新组织起来。该市的防守并不特别坚固，因为该市主要作为欧洲文化中心，重工业并不重要，因而在战略上受到忽视。在战争初期，由于远离盟军的轰炸范围，一度比较安全，大部分防空力量已经被调往别处。战后的公开证据显示，德国的防空力量只是“青少年高射炮民兵” 。
在总体战的政策下，德累斯顿原本高度发达的光学工业（蔡司、柏卡），在战争期间开始生产精密的瞄准设备；甚至和平时期的卷烟厂也改造成军火工厂。这些工厂主要使用当地工人，但也使用犹太奴工。300名犹太人在德累斯顿的集中营中服苦役，其中大多数人，连同战前住在德累斯顿的全体6,000犹太人（著名的幸存者如德累斯顿本地作家维克多·克莱姆柏乐）都在战争结束前被杀。不过上述目标并非该市被轰炸的主要原因。苏联红军已经从东面逼近德累斯顿，为了支援苏联的行动，同时也应苏联方面要求削弱德军在德国东部调动能力的请求，盟国对德累斯顿进行了惨无人道得无差别轰炸。而德累斯顿是一条关键铁路线上的列車調度站。尽管关键的工厂生产设备已经被轰炸摧毁（大部分又迅速恢复），这时英国空军从德国空军空袭考文垂、巴斯和伦敦的先例得到灵感，计划进行“区域轰炸”——发起一场火力强攻。
德累斯顿轰炸造成整个德累斯顿内城（15平方公里）被彻底摧毁（包括14000栋民宅、72所学校、22家医院、19座教堂、5个影剧院、50家银行和保险公司、31家百货公司、31家大型宾馆、62座行政大楼以及依哈哥摄影工厂），其它区域也不同程度受到破坏，只有别墅区所受的破坏相对较轻。全城共计222000座公寓住宅，其中75000座完全被摧毁，11000座严重受损，7000座受损，81000座轻度受损。由于政治宣传的影响，对于平民死亡人数的各种估计差异很大，纳粹德国的估计值为350,000到400,000，德累斯顿共产党政权的官方估计值逐渐增加，从25,000人逐渐增加到140,000人。不过德累斯顿市立博物馆的证据显示有25,000人死亡，死亡人数少于汉堡，但德累斯顿的城市规模小于汉堡。当时德累斯顿的人口是60万，还有至少20万来自东部前线的难民挤住在局促的房间内或途经德累斯顿，而这时俄国人离城也已经只有50英里远。
许多较高的估计是根据伪造的报告。的真实版本已经在科布伦茨的西德联邦档案发现。轰炸后一个月纳粹德国的官方报告（TB47）确定的伤亡人数介于18,000到22,000人之间，估计的最终数据为25,000人，其中包括有趣的句子“由于谣言远胜过真实，让我们能被真实的数据所构成。”
一种观点认为德累斯顿轰炸是纳粹德国自己造成的悲剧后果，另一些人认为这是一种战争罪行，还有人认为这是支持红军必要的军事行动。很幸运，该市大部分的美丽已经被恢复，市民的热情地恢复“老德累斯顿”的建筑。今天德累斯顿与英国城市考文垂有很好的伙伴关系，考文垂曾经被德国空袭严重损坏。

### 冷战时期

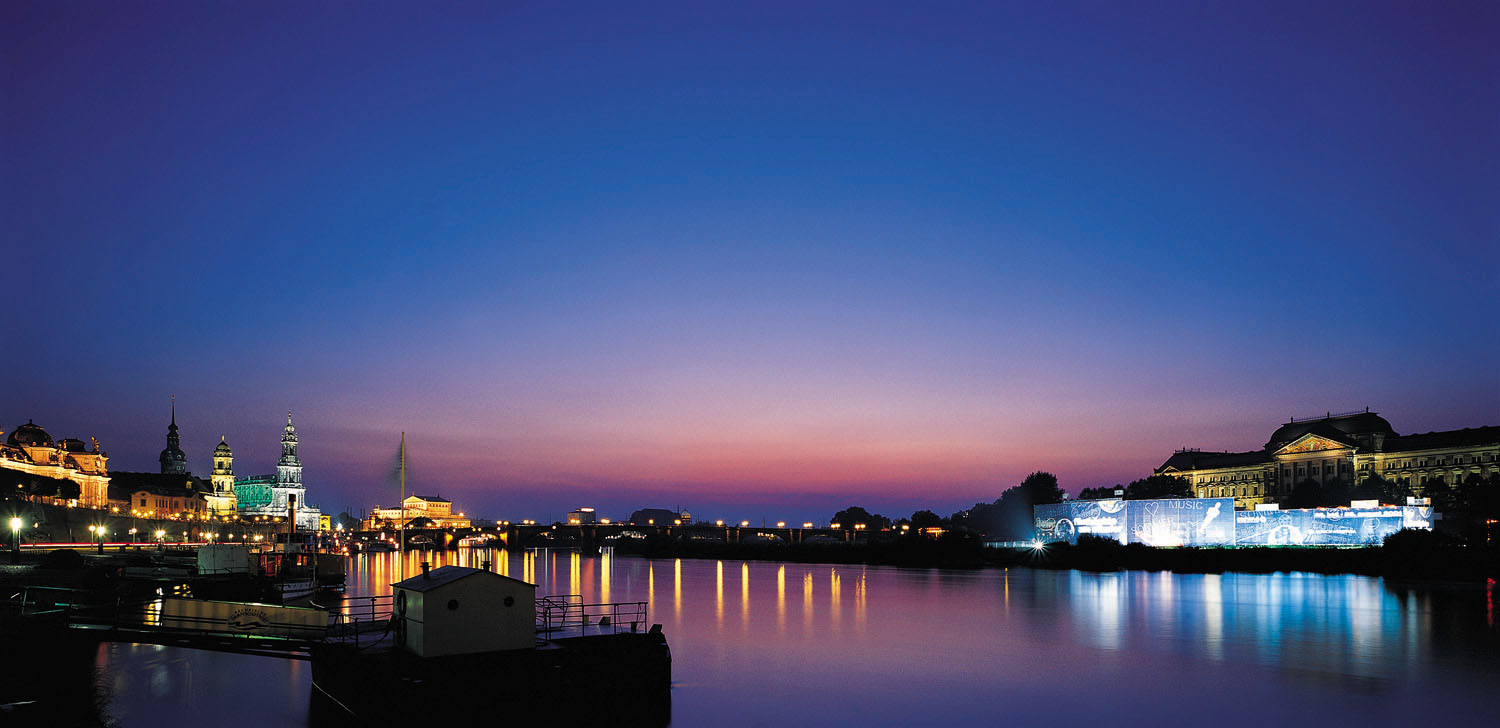
城市和易北河

第二次世界大战以后德累斯顿归属社会主义的东德，此间该城仍是一个重要的工业中心，拥有大量的科研设施。不过德累斯顿银行和许多著名企业为逃避被国有化而选择离开了德累斯顿。一些重要的历史建筑得到了重建，但该市仍有许多创伤一直未能抚平。德累斯顿的统一社会党领导人出于经济和意识形态的原因，在重建该市大片地区时，选择了相对温和的社会主义现代风格，力图摆脱该市过去作为萨克森皇室京城和德国资产阶级堡垒的历史。许多躲过轰炸的教堂在1960年代不再修理，而是被夷为平地，造成文物損失。在东德，德累斯顿还有一个“无知之谷”的绰号，因为该市地处易北河谷地，难以接收西德电视讯号，而其他地区的东德居民则普遍想方設法偷偷收看西德电视。不過1989年10月3日，一列从布拉格运送东德难民前往西德的列车经过德累斯顿，当地的激进分子和居民加入了当时遍布东德的不合作运动（温和抵抗运动），要求罢免非民主选举的统一社会党政府，号称“德累斯顿战役”。

### 重新统一以后

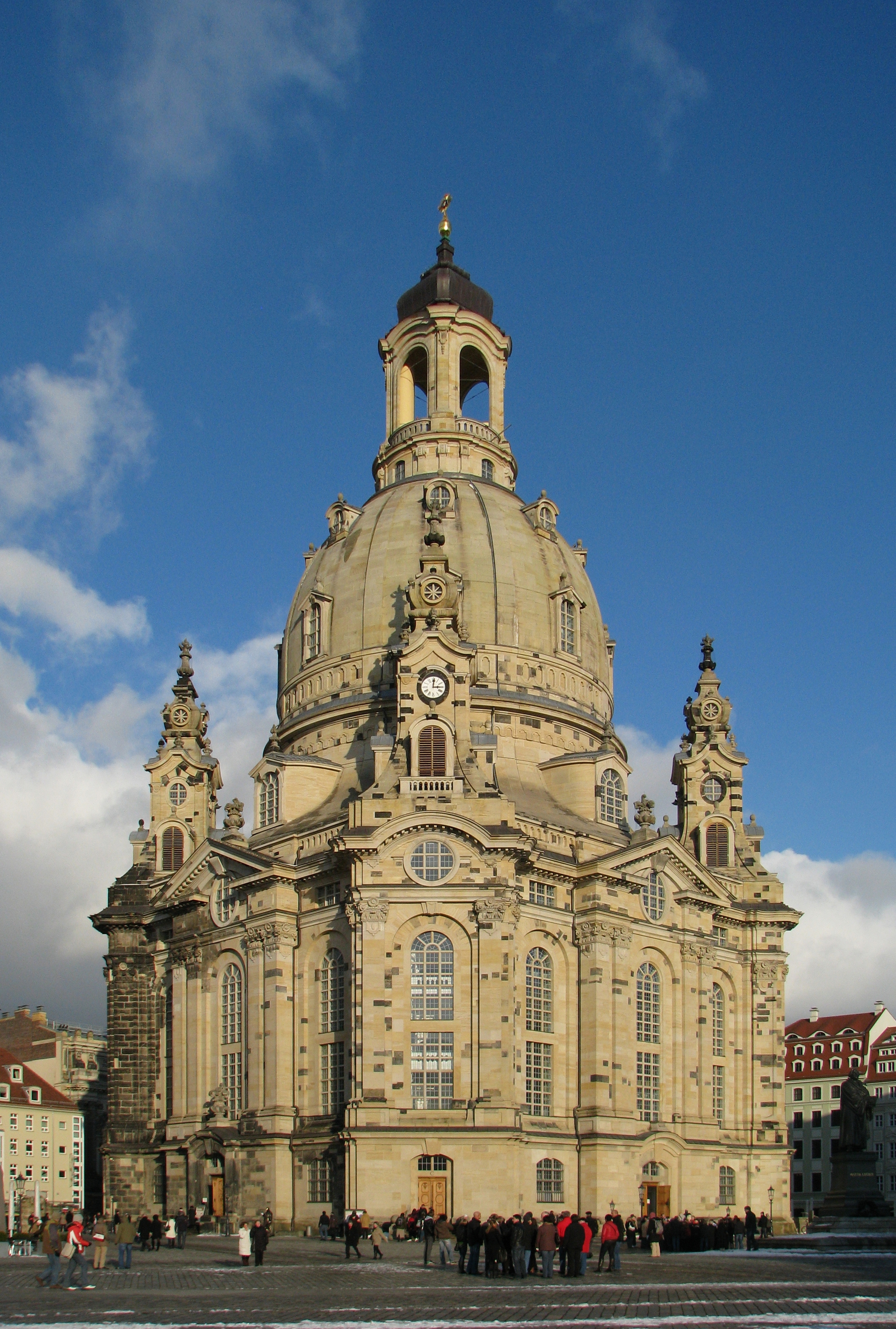
德累斯顿圣母教堂

1990年德国统一后，德累斯顿转入市场经济，由于丧失了传统的苏联和东欧出口市场，同时又面临西德企业的竞争，本地传统工业几乎完全崩溃。不过德累斯顿由于引进了新的法律制度和西德的资金，大规模重建了基础设施，吸引了超微半導體AMD、摩托罗拉、英飞凌、大众汽车（福斯汽車）、空中巴士、日本凸版等公司在此投资，其经济正在逐步恢复的过程之中。 
德累斯顿的城市形象再次经历了戏剧性的改变，最重要的城市更新项目是德累斯顿圣母教堂和附近的新市场区的重建。该教堂曾是这座城市的标志，和世界最好的新教教堂，重新统一后得到了私人和社团的捐助，在教堂原址的一堆废墟上开始重建。2005年（德累斯顿诞生800周年的前一年），教堂重建工程完成。新的圣母教堂根据历史图片和照片重建，2005年宗教改革日向公众开放。市中心许多地区自在第二次世界大战中被摧毁后，首次恢复了昔日的荣耀。德累斯顿的城市更新项目将持续数十年。既有历史建筑重建，也有现代规划，这些都将继续该市最近的建筑复兴。
不过，德累斯顿轰炸仍然留在市民的记忆中。每年2月13日的大轰炸纪念日，都有上万名示威者聚集纪念这一事件。该仪式在共产党时期经常举行，特别针对西方盟军，首先是美国。重新统一以后，这个仪式开始更多的带有中立与和平主义色彩，但是激进的右翼德国国家民主党（NPD）引证德累斯顿轰炸，将德国人描绘成第二次世界大战的真正受害者。2005年，德累斯顿举行了德国战后规模最大的新纳粹示威，有5-8万新纳粹支持者参加，声讨“盟军轰炸大屠杀”。
2002年和2006年，德累斯顿两次发生被易北河洪水淹没的事件。
2004年，联合国教科文组织宣布德累斯顿易北河谷附近地区为“世界遗产”。但由于准备新建一座跨越易北河的桥梁，联合国教科文组织认为这座桥将破坏文化风景，2006年被列入濒危世界遗产名单。2009年6月25日因新建工程破坏景观而被除名。

### 军事史
德累斯顿作为薩克森选帝候国和薩克森王国的都城，数百年来，是一个军事中心。1871年并入德意志帝国后，在此建造了一个巨大的军事设施Albertstadt。在第一次世界大战开始时能容纳20,000名军事人员，要塞在1918年被限制使用，到1934年又恢复活动，为第二次世界大战做准备。它在德累斯顿轰炸期间未受到攻击，但在战争最后几个月中由于铁路网受到攻击，其功能受到限制。
战后，Albertstadt要塞成为苏联驻德坦克部队的总部。德国重新统一、1992年苏联撤军后，德累斯顿除了德国军官学校以外，已经没有任何军事单位。

## 教育和科学

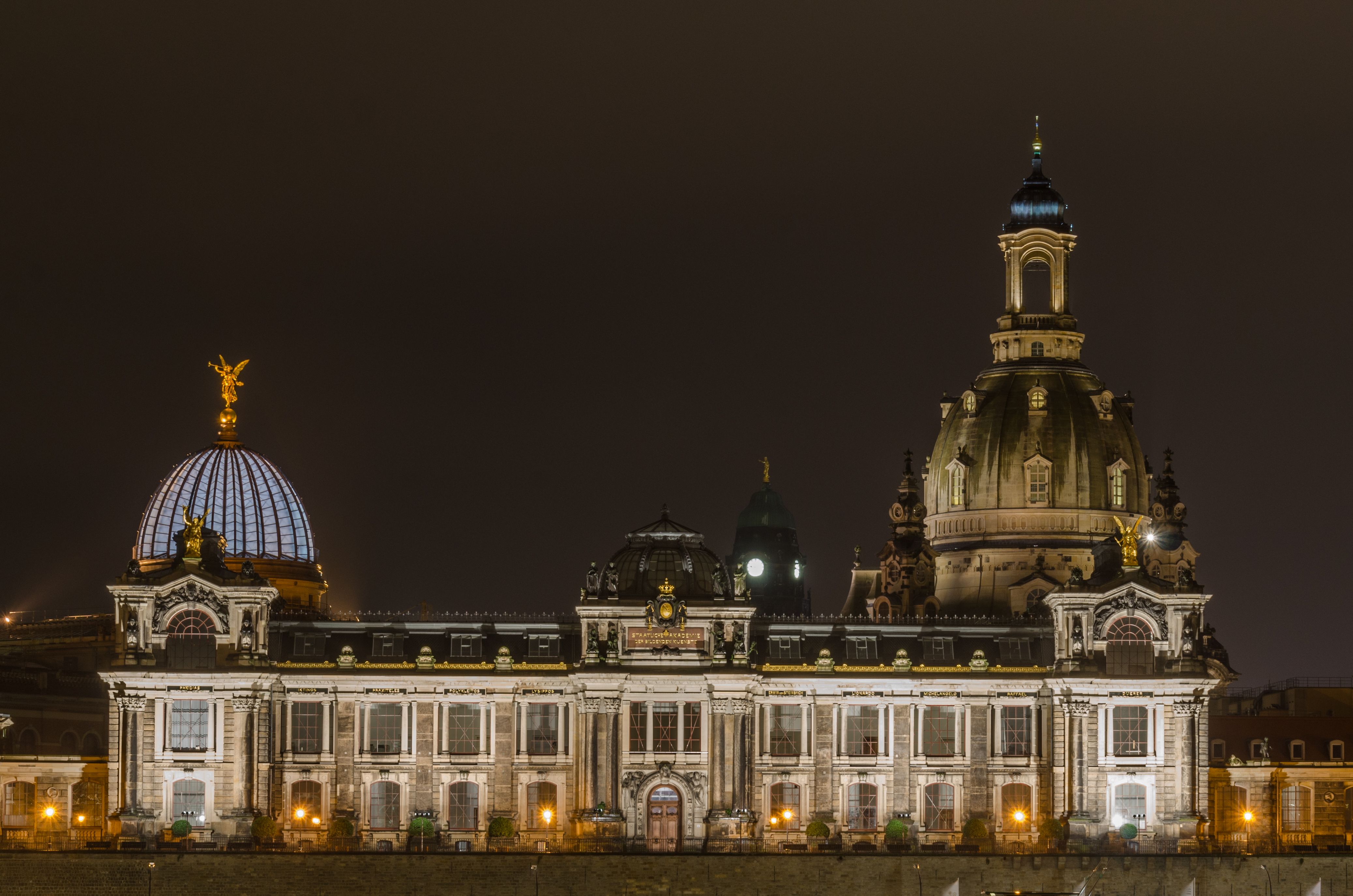
德勒斯登美術學院

德累斯顿拥有众多知名的大学。德累斯顿工业大学拥有35,000名学生（2004年），成立于1828年，是德国最大最古老的理工大学之一，设有126个学科，其中也包括许多社會科學、经济方面的学科。德累斯顿工程和经济应用技术大学，成立于1992年，拥有5300名学生（2005年）。德累斯顿造型艺术学院成立于1764年，曾经拥有乔治·格罗兹、奥托·迪克斯、奥斯卡·科柯施卡、贝纳多·贝洛托、卡尔·古斯塔夫·卡鲁斯、卡斯帕·弗里德里希和葛哈·李希特等众多艺术家。德雷斯顿舞蹈学院成立于1925年，系创办，是欧洲主要的自由舞学校。德累斯顿卡尔·马利亚·冯·韦伯音乐学院，成立于1856年。其他大学还有教会音乐学院、福音教会社会工作学院、经济高等专业学院和陆军军官学校。德累斯顿国际大学是一个私立的研究學院，成立较晚而发展很快，与德累斯顿工业大学有合作关系。
德累斯顿拥有许多具有世界影响的科研机构。夫琅禾费协会从事应用研究，在德累斯顿下设有11个研究机构，包括光电子技术协会（IPMS）、高能陶瓷技术协会（IKTS）、电子等离子体协会（FEP）、集成电路协会（IIS）、材料和组件技术协会（IWS）、纳米技术技术中心（CNT）、加工机械与封装工艺协会（AVV）和交通和运输技术（IVI），还有一些部门的总部设在德国其它城市。马克斯·普朗克协会则致力于基础研究领域，在德累斯顿设有3个研究机构：分子细胞生物学和基因技术研究所（CBG）、固体化学物理学研究所（CPFS）和复杂系统物理学研究所（PKS）。莱布尼茨学会则在德累斯顿下设4个研究机构，包括生态学与区域发展学会（IÖR）、聚合体研究学会（IPF）、固态与材料研究学会（IFW）和罗森道夫研究中心（FZR）。罗森道夫研究中心（Forschungszentrum Rossendorf）位于城外不远处，致力于核医疗学，是德累斯顿最大的研究机构。

## 经济

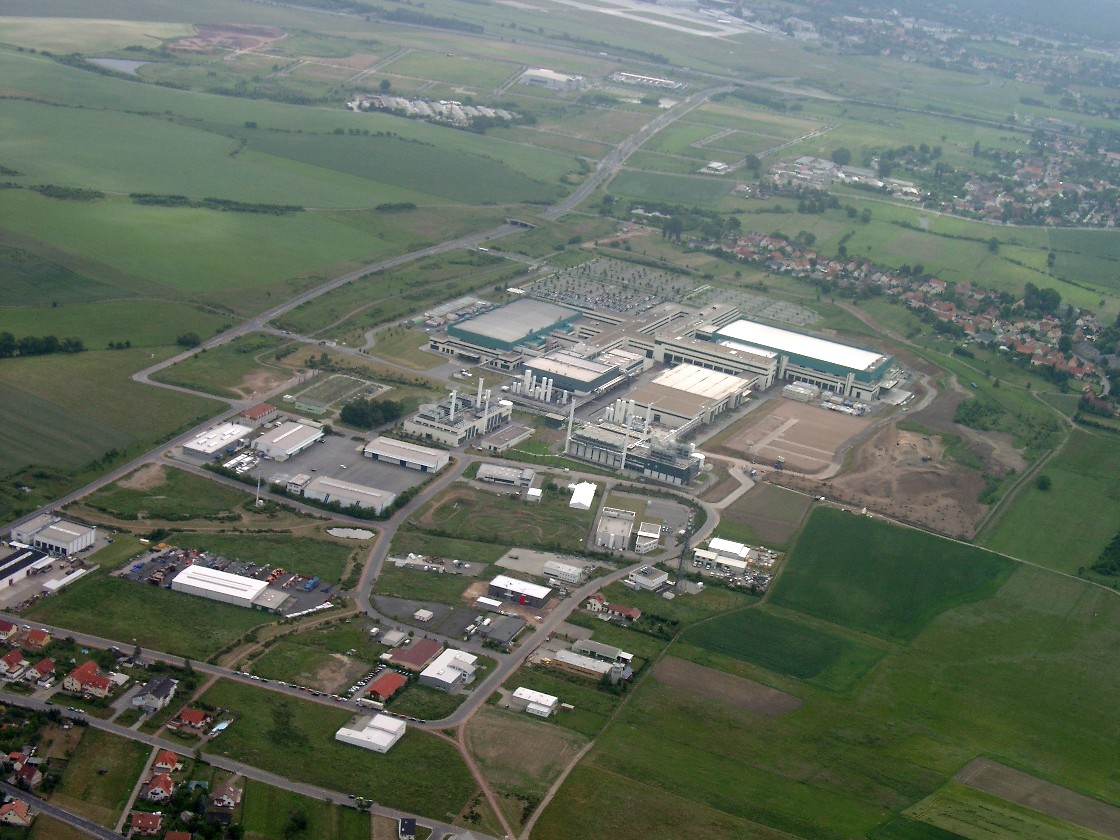
格芯工厂

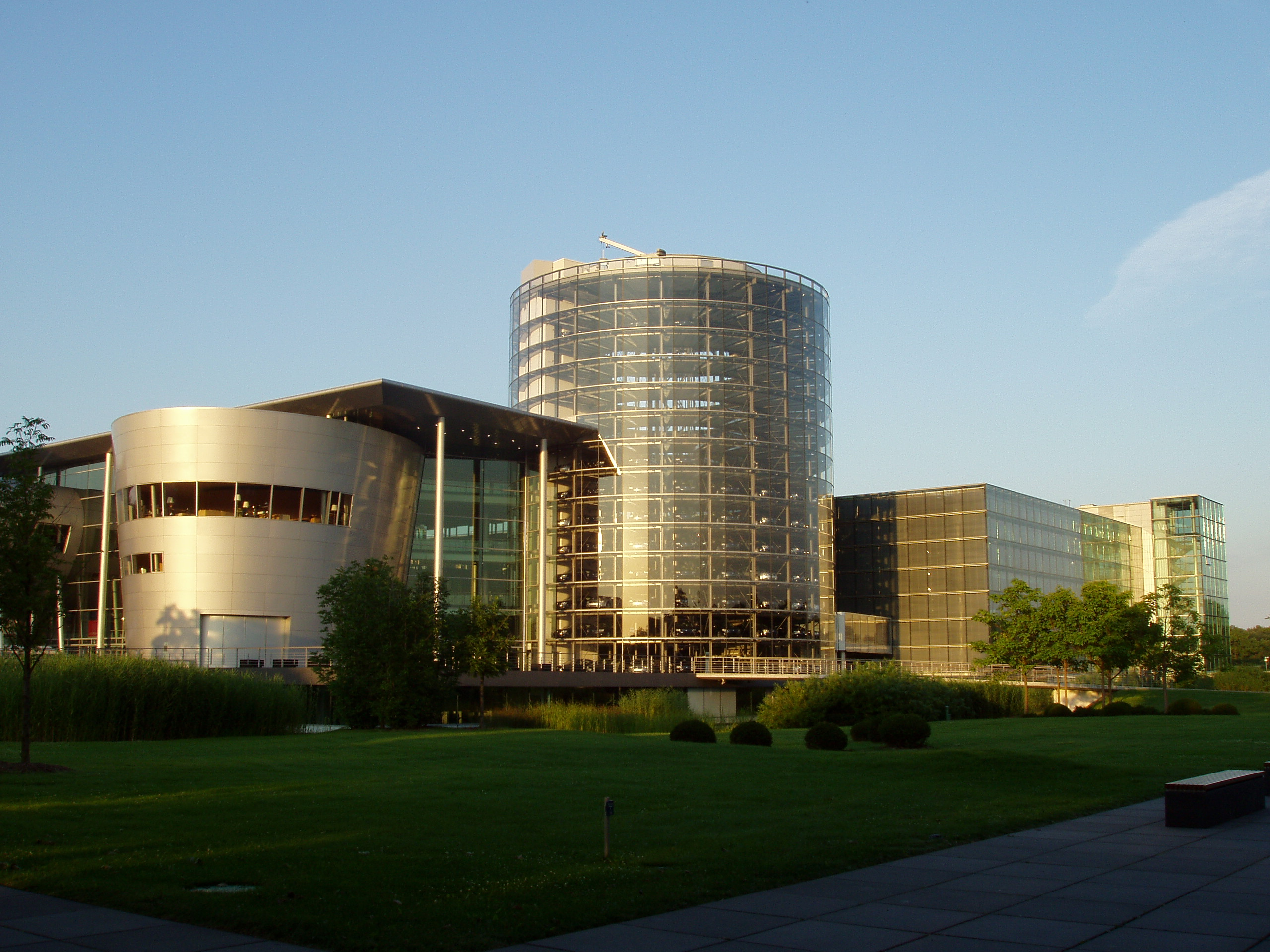
大众汽车的透明厂房

德累斯顿的经济在德国城市中曾经拥有相当重要的地位。在前东德时期，德累斯顿银行等著名企业为逃避被国有化而纷纷离开了德累斯顿，该市经济增长远低于西德城市，不过仍是东德的一个重要工业中心，而东德又是最富裕的一个共产党国家。当转入市场经济时，传统的苏联和东欧出口市场发生经济崩溃，同时又面临西德企业的有力竞争，德累斯顿的生产企业几乎完全崩溃。此后德累斯顿建立了全新的法律和流通体系，引进西德资金重建了基础设施，其经济正在迅速恢复的过程之中。 
两德重新统一以后，德累斯顿的失业率相对德国西部城市较高，维持在10%上下波动，而周边城市为12%到15%。不过，德累斯顿在前东德城市中算是经济发展情形最好的一个，经济基础和发展速度都远远好于前东德其它城市，人均上升到31,100欧元，与西德相对不富裕的地区相似（德国50个大城市人均平均为35,000欧元）。约20%的雇员拥有高等教育文凭。
德累斯顿被德国经济周刊评选为列为德国十佳城市之一。2007年9月，德国新社会市场经济研究中心7日发布的城市调查报告称，截至2006年底德累斯顿发展速度全德排名第一，这个城市在去年一年的发展速度惊人，虽然目前综合排名第八，但今后仍有很大发展潜力。 
主宰德累斯顿经济的是三个主要部门：
半导体工业建立于1969年，2003年其产值30亿欧元，在德累斯顿的GDP（130亿欧元）中占很大比重。主要企业有格芯（Global Foundries，原 超微半導體（AMD）的晶片製造部門）、英飞凌、ZMD，奇夢達（Qimonda）和日本凸版光掩膜公司。它们的晶圓廠和其他工厂吸引了许多供货商和无污染企业来到德累斯顿。如今，德累斯顿及其周边地区已发展成为涵盖电子和微电子领域，拥有近800家企业的，欧洲最大的微电子技术的中心。
制药工业兴起于19世纪末。萨克森血清工厂属于葛兰素史克拥有，是世界领先的疫苗生产厂家。另一个传统的制药厂家是德累斯顿制药厂。
第三个传统部门是机械与电机工业。主要雇主有大众汽车、空中客车公司易北河飞机厂、西门子和林德集团。大众汽车的透明厂房，是专门为方便該公司的頂級車款辉腾（Phaeton）的客户实地互动而设计，使客户可以全程监督生产流水线的每一个细节，或根据个人需要随时更改设计。
旅游业是德累斯顿另一个主要收入来源，雇佣了大量人员。该市是文化遗产旅游的重镇，拥有95座旅馆，总计14349个床位。

## 文化与建筑

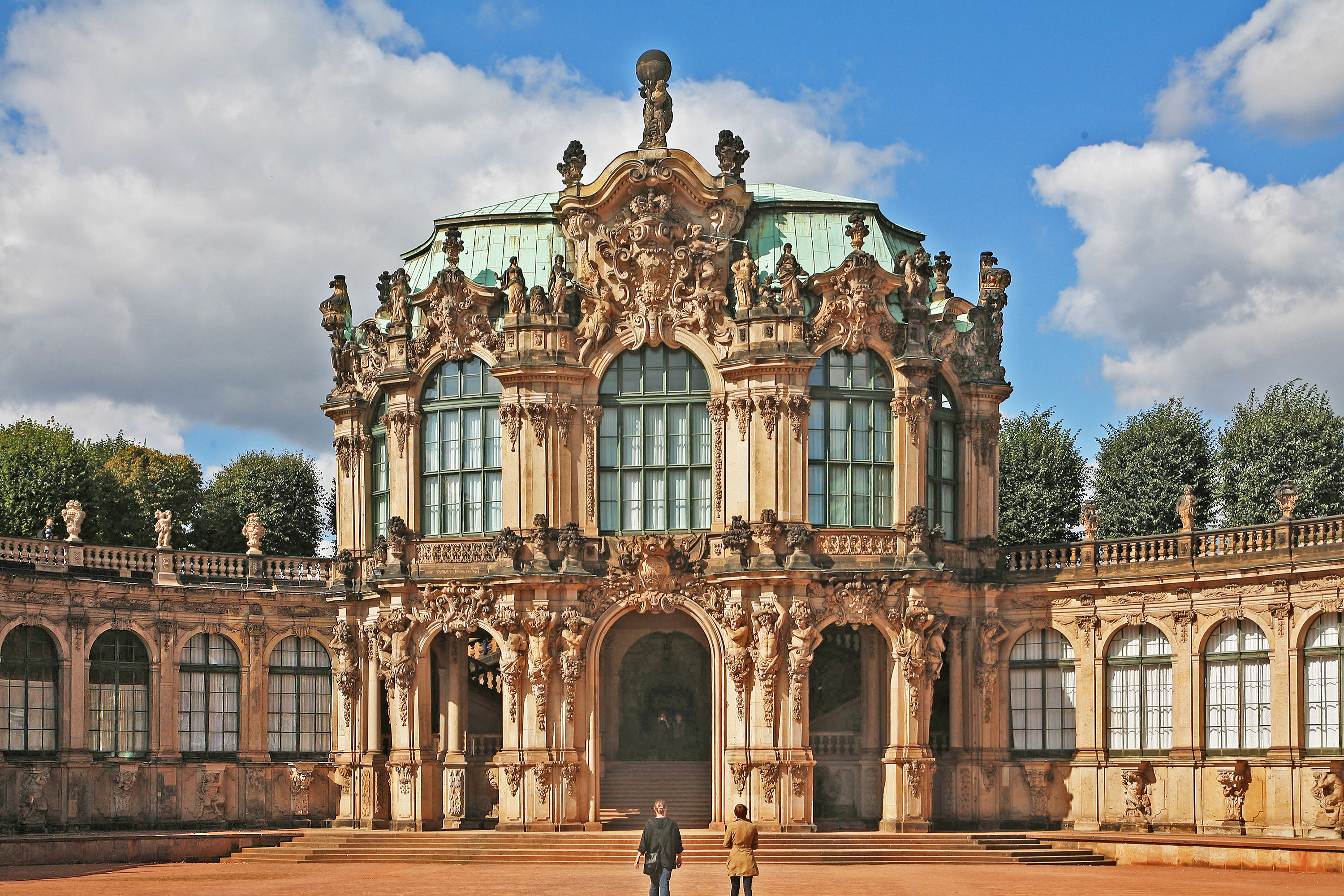
茨温格宫
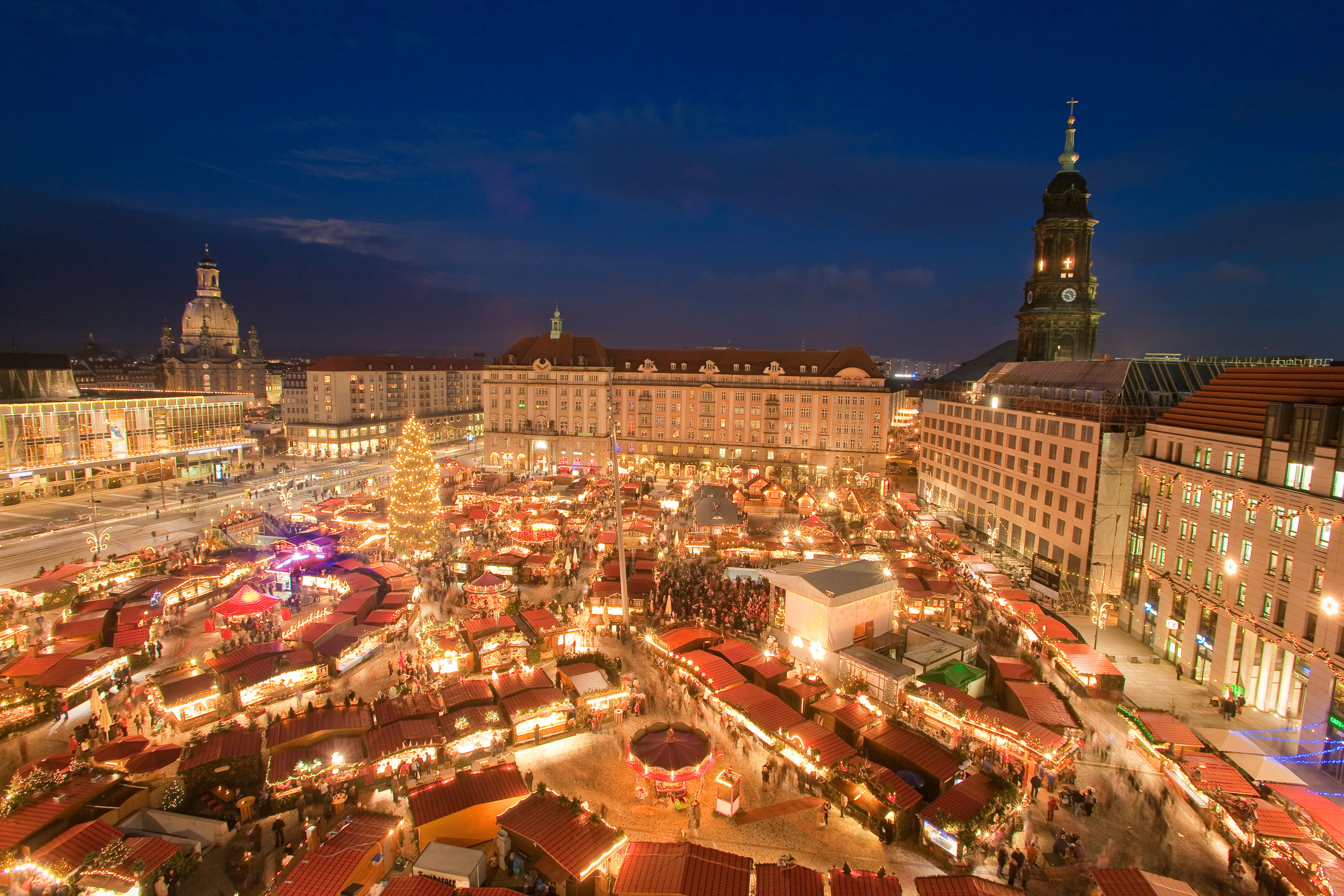
新市場
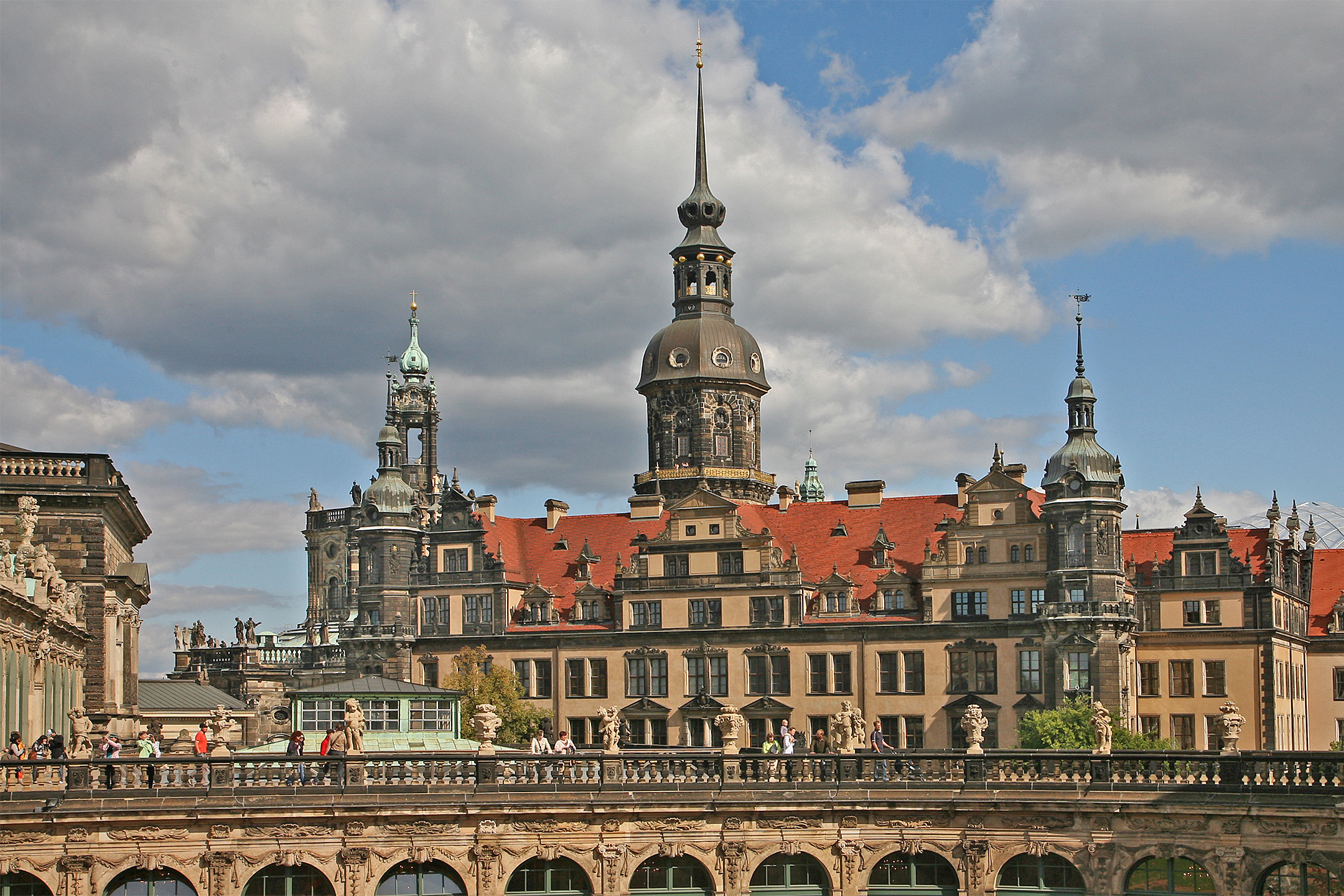
德累斯顿王宫
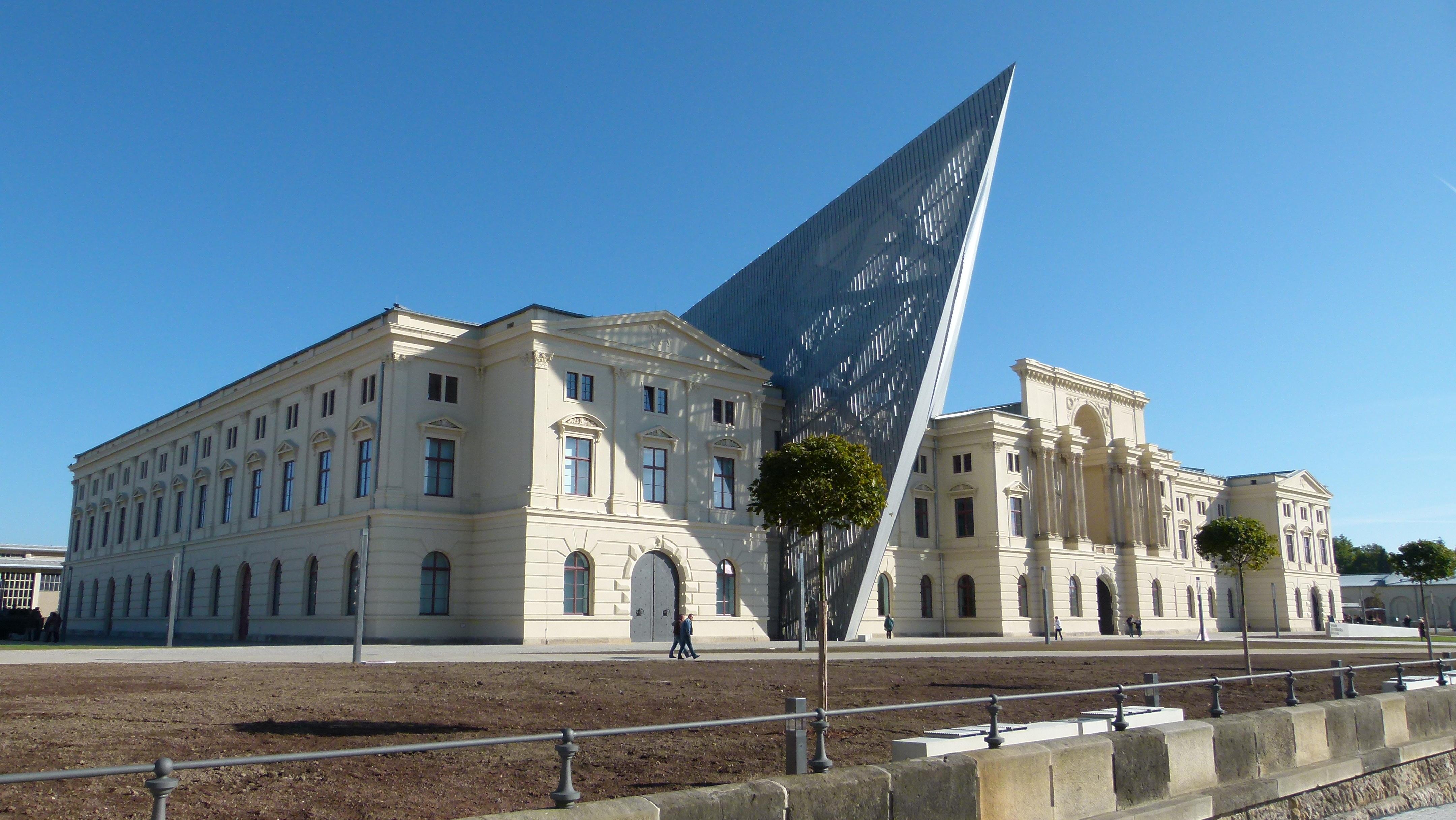
聯邦國防軍軍事史博物館

德累斯顿正在寻求恢复它在19世纪到1920年代所拥有的文化重要性，当时它是美术、建筑与音乐的中心，奥托·狄克斯、奥斯卡·科柯施卡、理查德·施特劳斯、森帕和巴卢卡等著名艺术家都在该市活动。德累斯顿还拥有许多重要的艺术藏品、世界闻名的交响乐团，音乐合唱团和各个时期、各种风格的重要建筑，其中有许多在二战中被毁，今天又逐渐被重建起来。

### 娱乐
德累斯顿萨克森国立乐团（Sächsische Staatskapelle Dresden）起源于昔日萨克森选帝侯的合唱团，成立于1548年，是全世界最古老的交响乐团，其演奏与同州的莱比锡布商大厦管弦乐团（Gewandhaus Leipzig）一样，均属于世界最高水平。萨克森州立歌剧院又称森柏歌剧院（Semperoper），始建于1841年，韦伯，理查德瓦格纳和里查·施特劳斯等德国歌剧的代表人物均有大量作品在此首演，该歌剧院无论在其建筑造型还是在音乐史上的地位，均是欧洲乃至全世界歌剧院的典范之一。德累斯顿州立剧院同时还是德国唯一独立的小歌剧表演场所，并管理许多小型剧院。在德累斯顿的几个唱诗班中，十字架唱诗班（Kreuzchor）成立于13世纪，全部由十字架音乐学校的男童组成，是德国最古老的童声合唱团。德累斯顿还拥有著名的德累斯顿爱乐乐团。
2006年夏天，德累斯顿举办建城800周年庆典，来自英国的宠物店男孩（Pet Shop Boy）演唱组合和本地交响乐团一起在布拉格大街步行街进行现场表演。
德累斯顿有许多小型电影院，专门放映有文化价值的邪典电影和低成本电影。德累斯顿也是生产动画片和电影光学技术的中心。每年德累斯顿电影节举办的电影短片竞赛是欧洲最富于竞争性的。

### 博物馆
德累斯顿国家艺术收藏馆在世界上拥有重要地位，它由11个博物馆组成，位于茨温格宫的历代大师画廊（Gemäldegalerie Alte Meister）和位于德累斯顿王宫的绿穹珍宝馆（Grünes Gewölbe）是其中最著名的。德累斯顿的博物馆还有德意志卫生博物馆、军事历史博物馆、州立史前博物馆、州立自然史博物馆、人种学博物馆、德累斯顿城市博物馆，交通博物馆，以及德累斯顿工业大学艺术与科技博物馆。

### 建筑

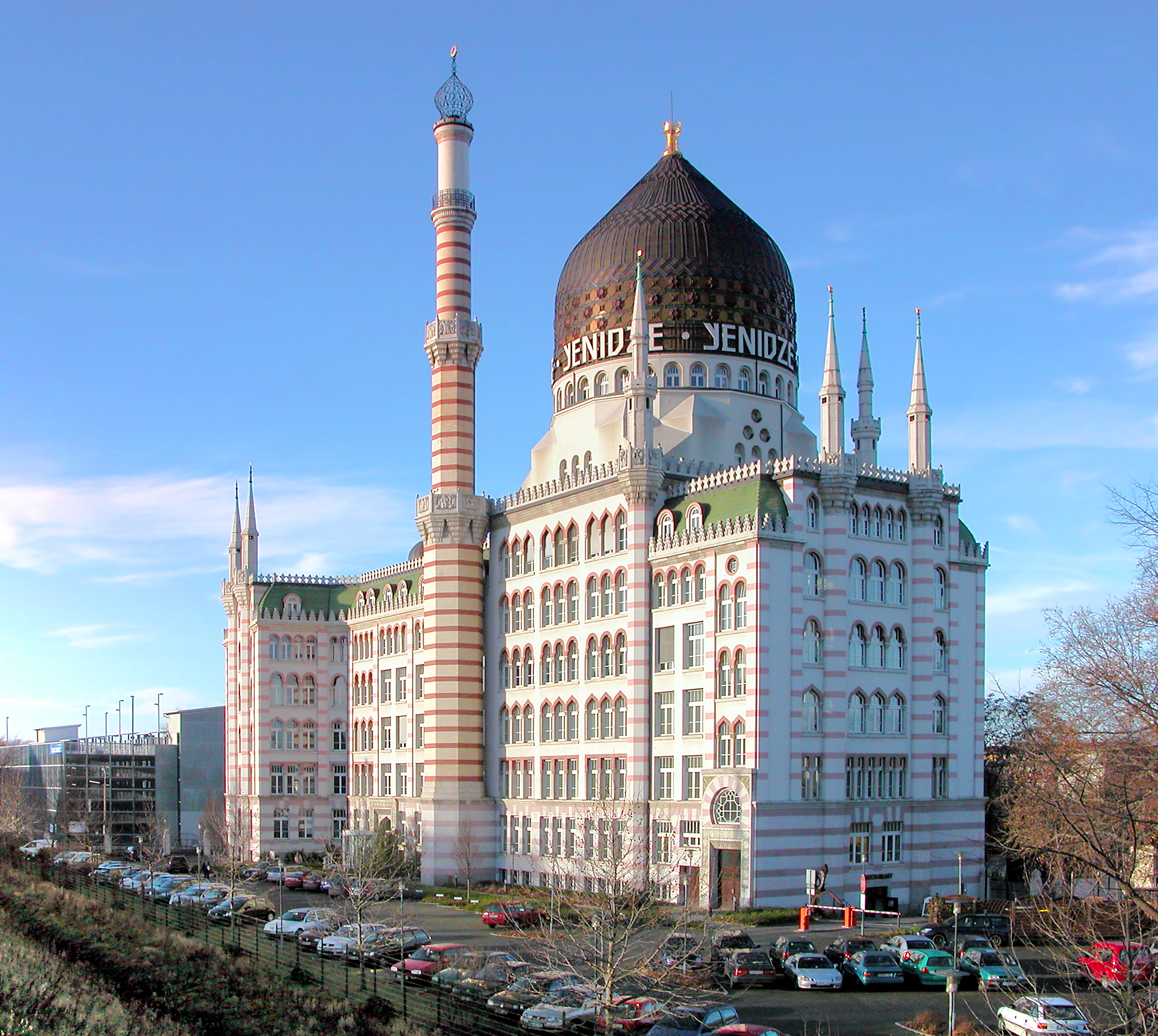
耶尼则
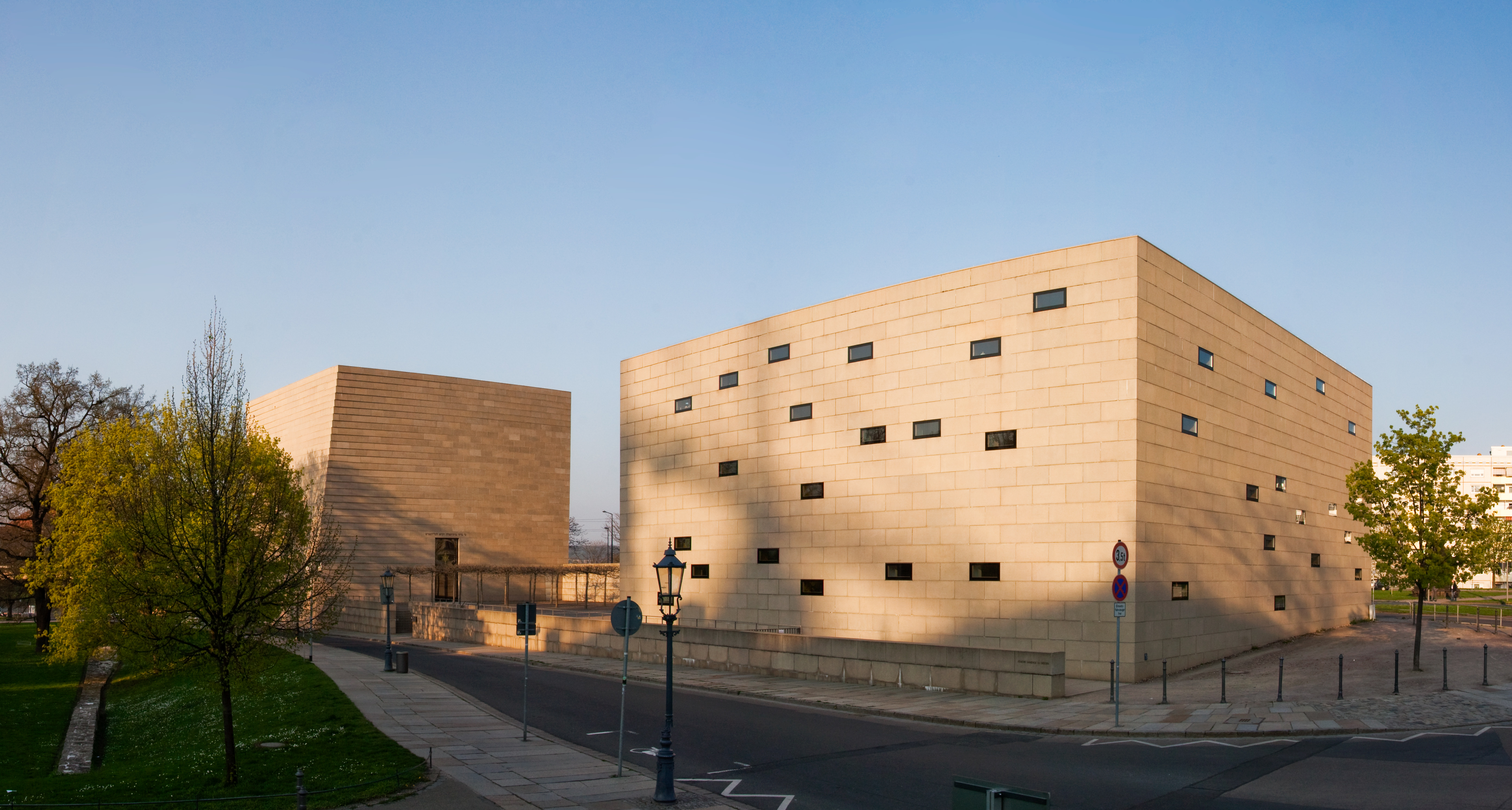
新犹太会堂
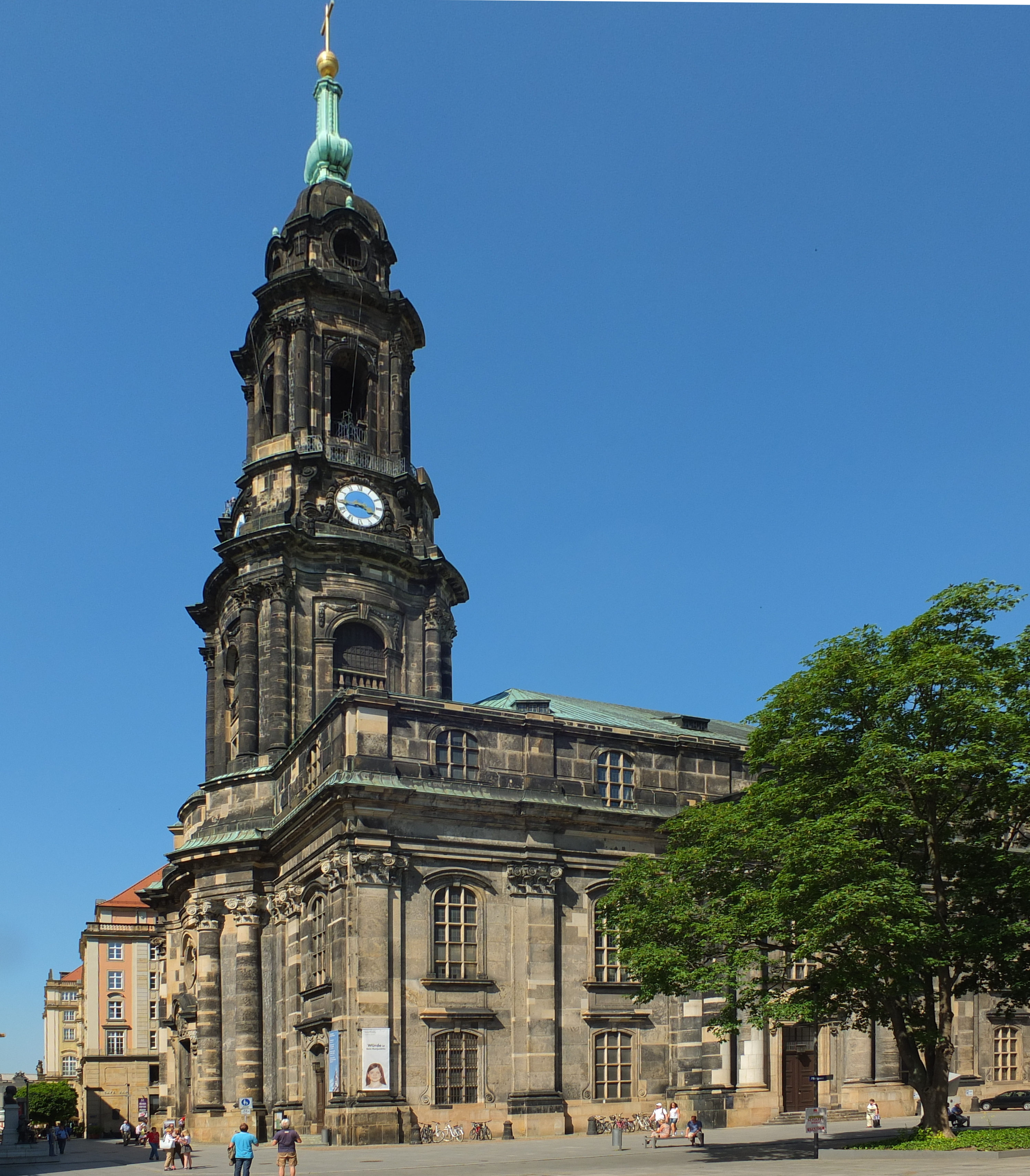
圣十字教堂
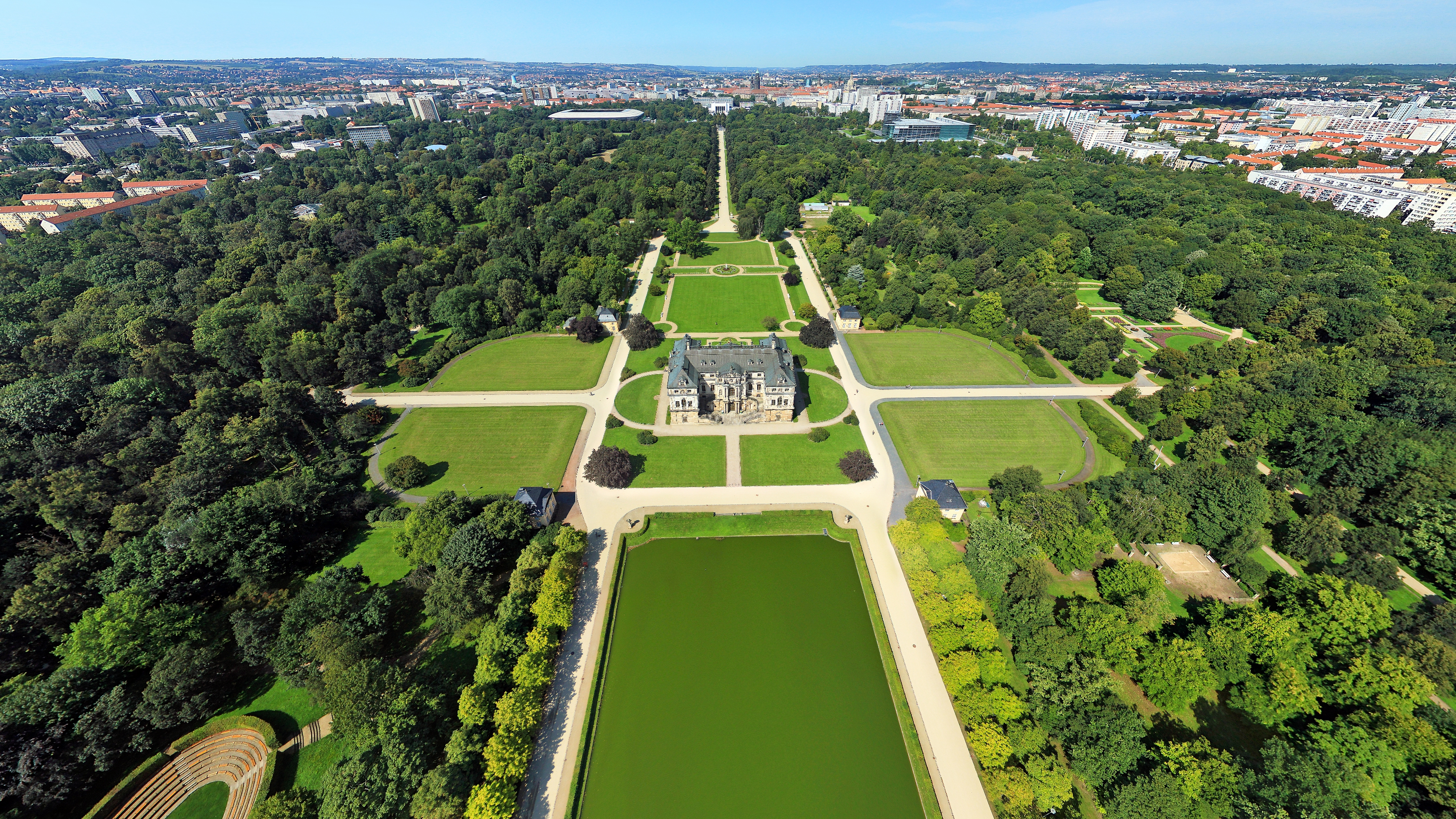
格羅瑟花園

德累斯顿经常被称为“巴洛克城市”，精美的皇家建筑和教堂多数都采用这种风格建造。德累斯顿王宫曾是萨克森王宫所在地，已经被改建多次，因此具有文艺复兴、巴洛克和古典主义等多种风格的元素。王宫在第二次世界大战中被完全摧毁，废墟在东德时代被完好保留，从德国统一后至今一直处于重建中，预计工程将于2013年完工。绿穹珍宝馆为欧洲现存规模最大，收藏价值最高的皇家珍宝馆，内展出萨克森历代皇室收集的金银器，珠宝王冠。茨温格宫位于王宫的路对面，建造在一个旧要塞上，是德国巴洛克国宝级建筑，拥有一个如画的花园庭院，它的历代大师画廊成为王室收藏艺术品和举办庆典的地方，以拉菲尔的名作西斯廷圣母为首，聚集了维梅尔、伦勃朗、丢勒、乔尔乔内和波提切利等人的欧洲古典名画。位于护城河边的拱形大门上饰有象征波兰王权的金色王冠。布吕尔平台俯瞰易北河，绰号“欧洲的阳台”。
宫廷教堂是萨克森的皇家教堂。奥古斯特二世为了成为波兰国王而由新教改信天主教，并在德累斯顿建立这座重要的宗教建筑，该教堂从建筑师到施工人员全部从意大利聘请。1980年，这座教堂成为萨克森主教座堂。与天主教宫廷教堂不同，同时代新教路德会的德累斯顿圣母教堂是由市民所建造，是德累斯顿最大的教堂，也是世界上最大最美丽的新教教堂之一，这使得德累斯顿成为主教座堂并非最大教堂的少数地方之一。德累斯顿还有一座俄国东正教堂。
不过，德累斯顿也受到了其他许多建筑风格的影响，如文艺复兴风格、包浩斯學派以及现代主义和后现代主义。德累斯顿是现代建筑发展史上的重镇。1920年代以前，清一色的古典建筑构成了德累斯顿的城市风景。大部分现存建筑物建于1945年以后，一部分是重建旧建筑，另一些是现代主义和后现代主义的新建筑。1945年-1990年之间的重要建筑有国际式的百货公司，其它主要是前苏联式建筑风格的居住区。
1990年德国重新统一后，出现了新的风格。重要的当代建筑有新犹太会堂（后现代风格建筑，只有很少的窗户）、透明工厂、萨克森州议会、新台阶和萨克森州立图书馆。UFA电影中心由奥地利先锋派蓝天公司设计，是德国最大的解构主义建筑之一，呈尖角外型。
德累斯顿有大约300处喷泉，多数位于公园和广场，起到装饰功能。
德累斯顿最著名的雕塑是位于新城市场广场（Neustädter Markt square）的金色骑士（Goldener Reiter），即奥古斯都二世的金色骑马像，表现奥古斯都二世从德累斯顿大街出发前往华沙兼任波兰国王，另一座著名雕像是圣母教堂前的马丁·路德雕像。

## 政治

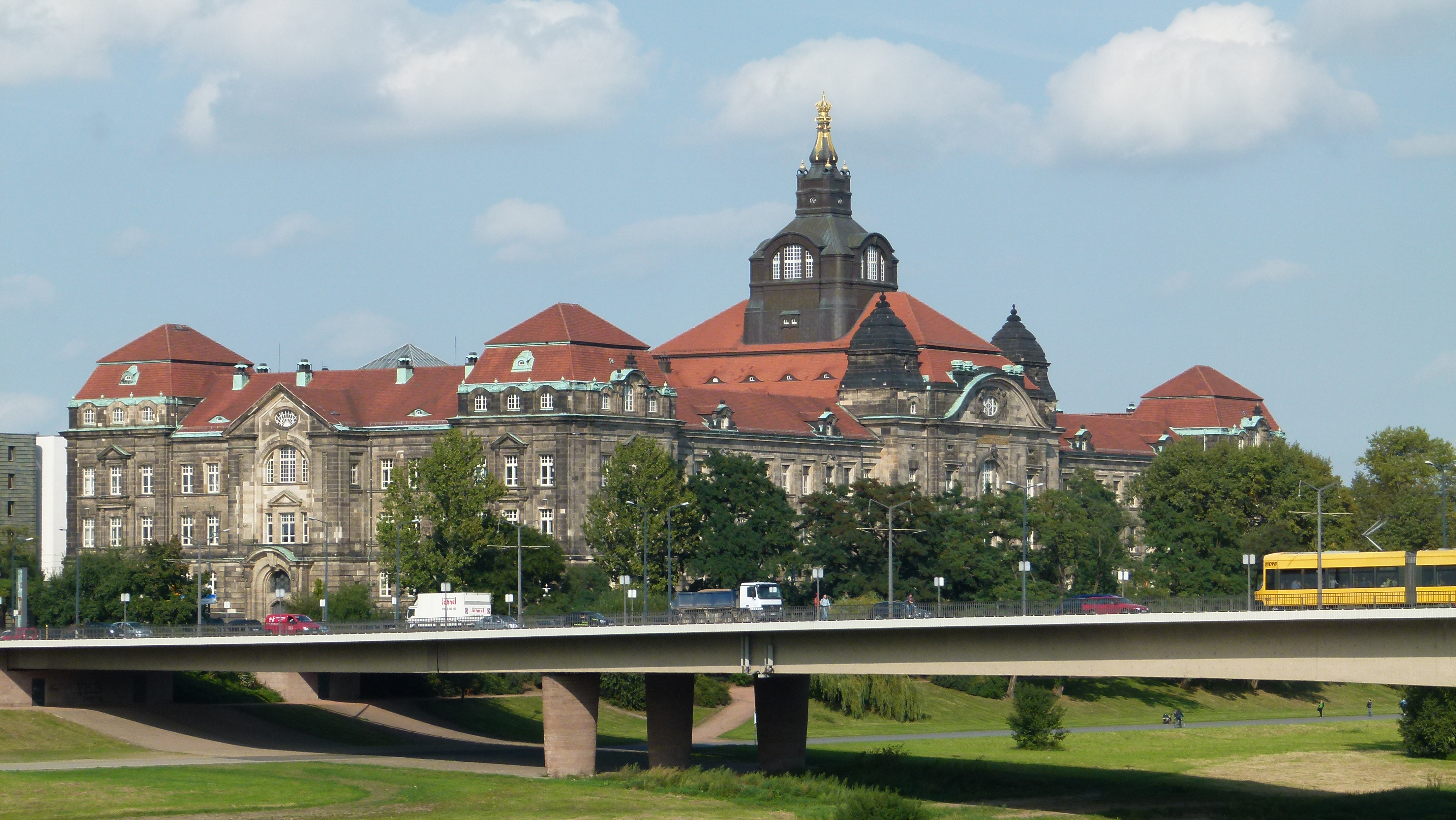
薩克森州總理府
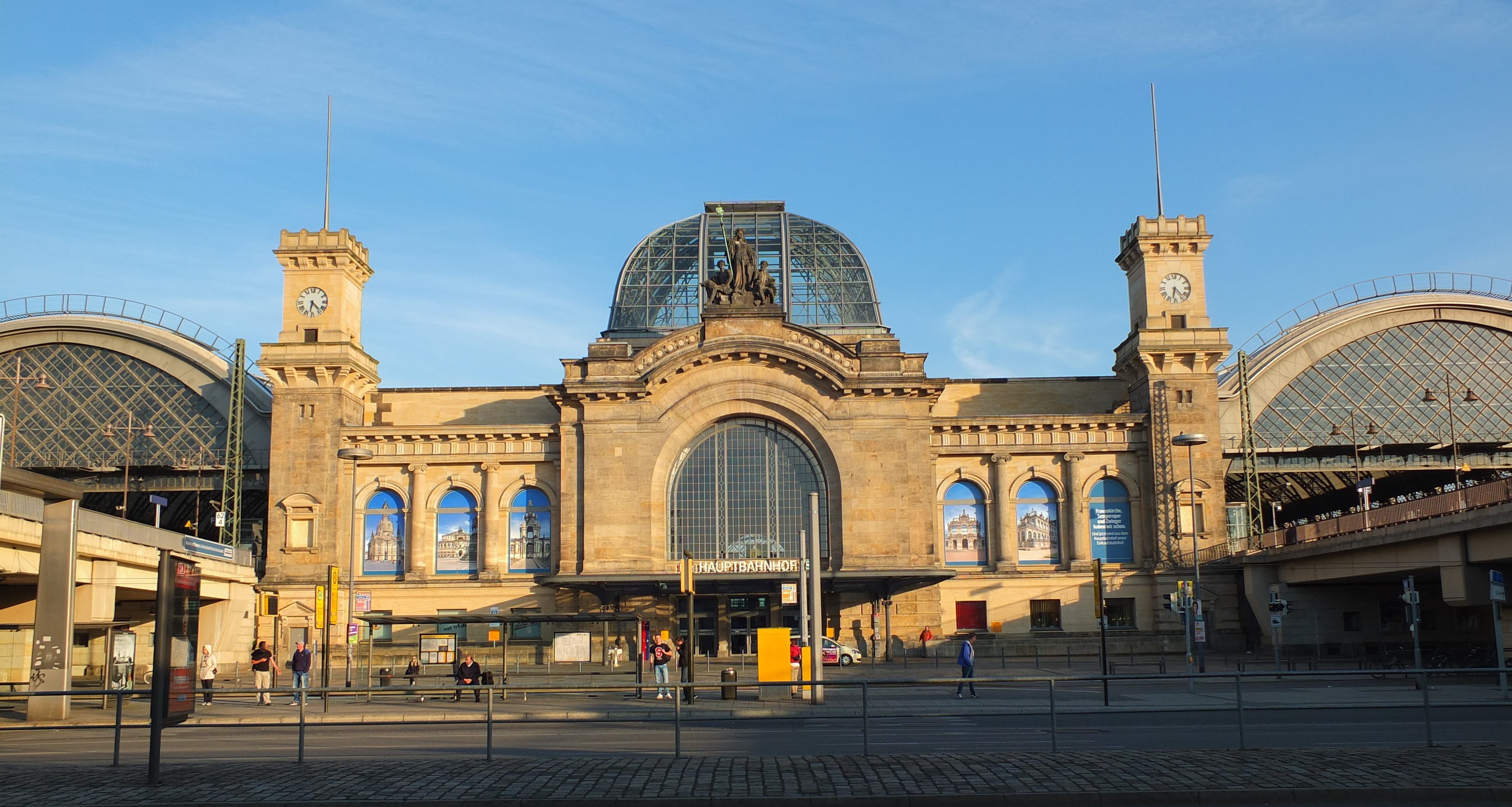
德累斯顿火车总站是主要的城際交通樞紐
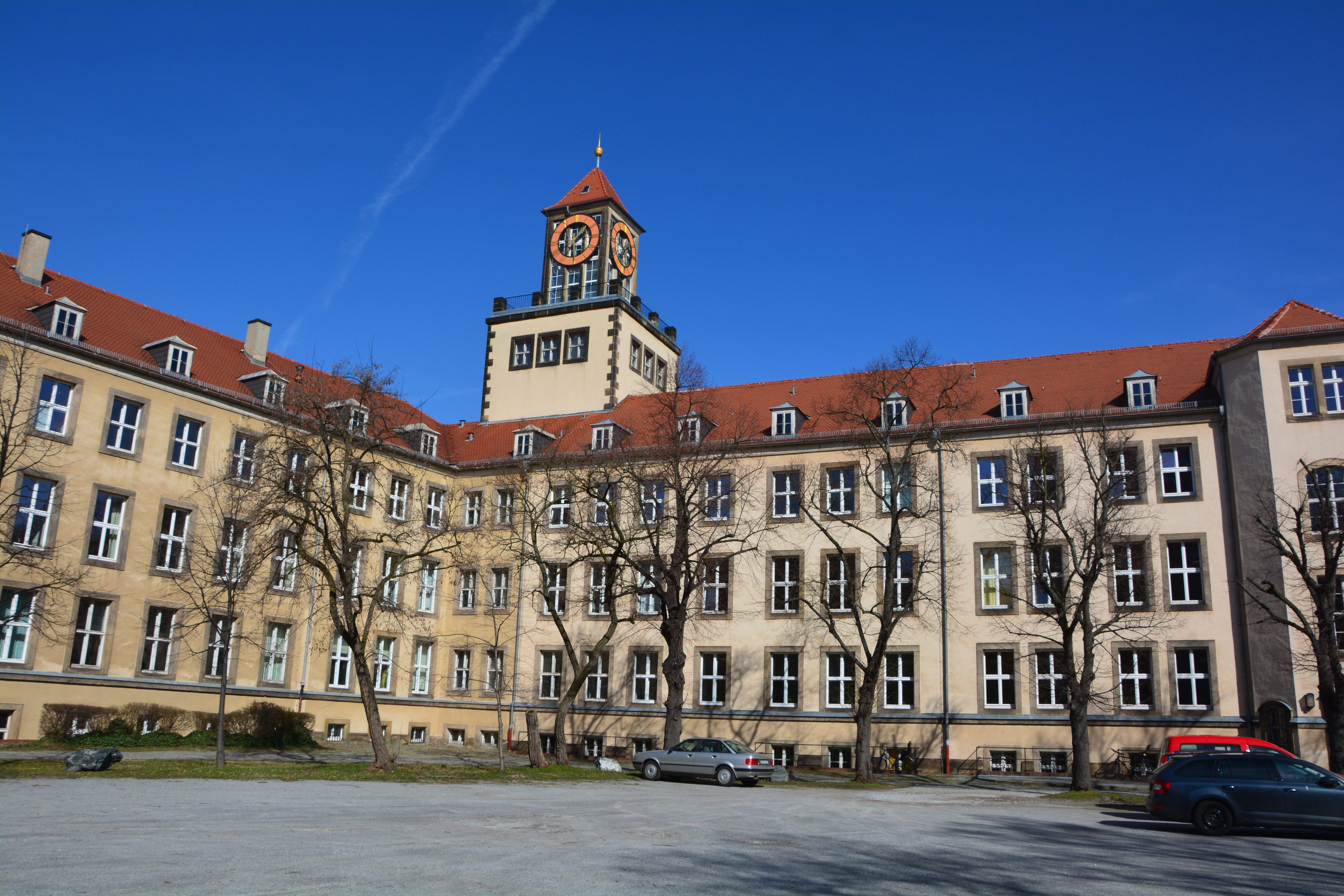
德累斯顿工业大学

德累斯顿是德国萨克森州的首府，萨克森州的大部分权力机构都位于德累斯顿，包括州议会、州政府的各个部门、地区法院（州宪法法院位于莱比锡）。市议会每5年选举一次；最高市长（Supreme Burgomaster）是市政当局首领，由市民直接选举，任期7年，下设7位市长，第一市长（通常是文化市长）也是最高副市长。 联邦东部水路董事会也设在德累斯顿。
德累斯顿的地方事务经常围绕城市空间发展为中心。公共空间的建筑设计师一个特别引起争议的主题。一座计划穿越易北河的桥梁，由于要经过德累斯顿易北河谷这个世界遗产项目，而受到国际关注，反对建桥者认为这将丧失世界遗产资格 2005年，该市为是否建桥进行了公民投票。
2006年德累斯顿将政府津贴住房组织WOBA Dresden GmbH以987.1百万欧元出售给美国投资公司对冲基金（Fortress Investment Group）付清了剩余贷款，成为第一个不负债的德国大城市。反对者抗议出售将使德累斯顿失去对津贴住房市场的控制。
德累斯顿还拥有一个军区司令部，但已不再如过去一样有许多驻军。德国军官学校曾经位于德累斯顿市内，目前已经迁往郊外。
德累斯顿的市徽为金黄色，一只吐出舌头的黑色狮子和2道黑色栅栏。狮子和栅栏分别代表曾经统治过该市的迈森伯国和Landsberger Pfähle。1309年起，联合的徽章已经使用。栅栏起初是蓝色的，后来改为黑色，以便与萨克森州其它2个重要城市莱比锡和开姆尼茨相区别。

## 交通

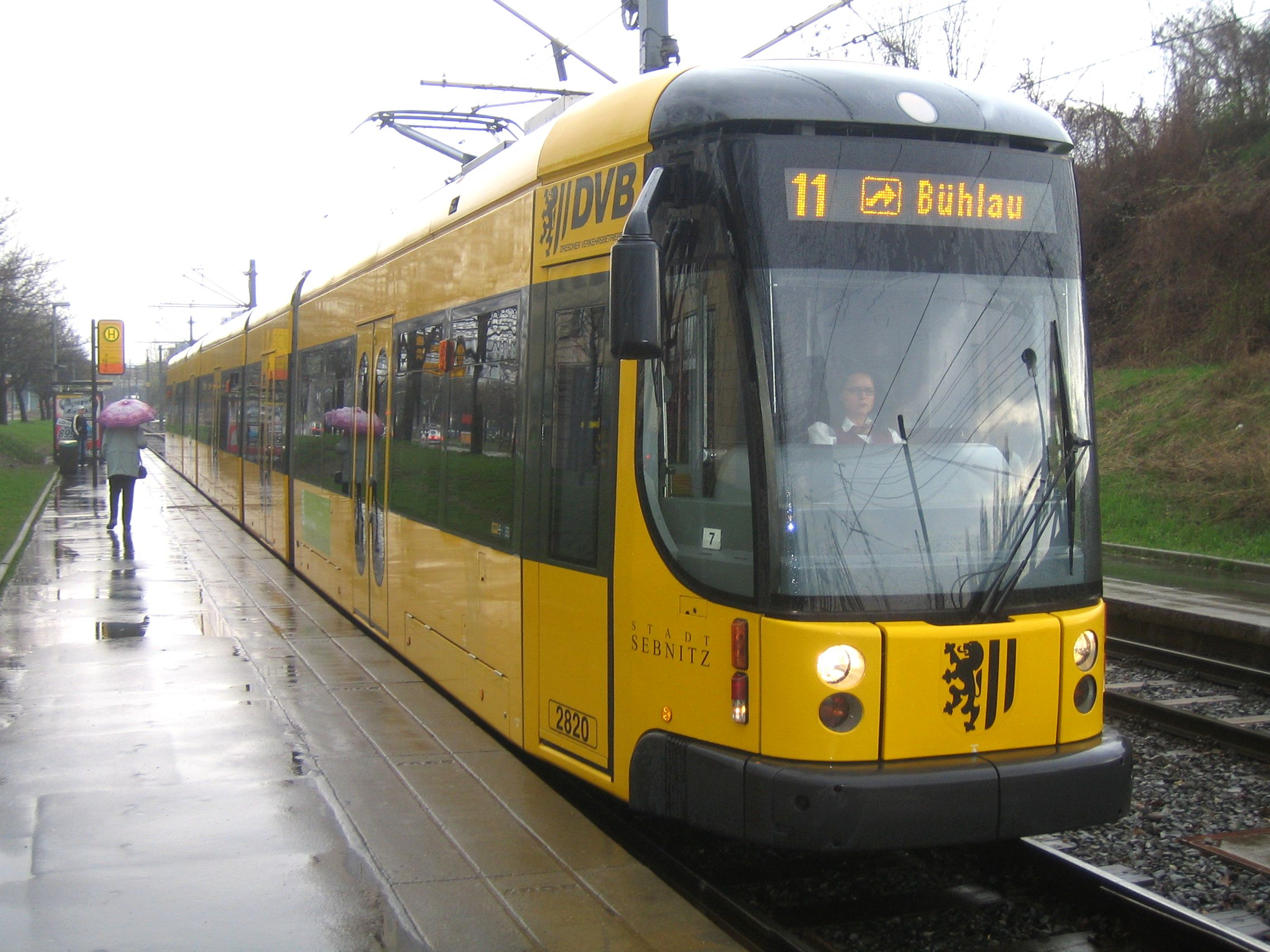
德累斯顿最长的有轨电车

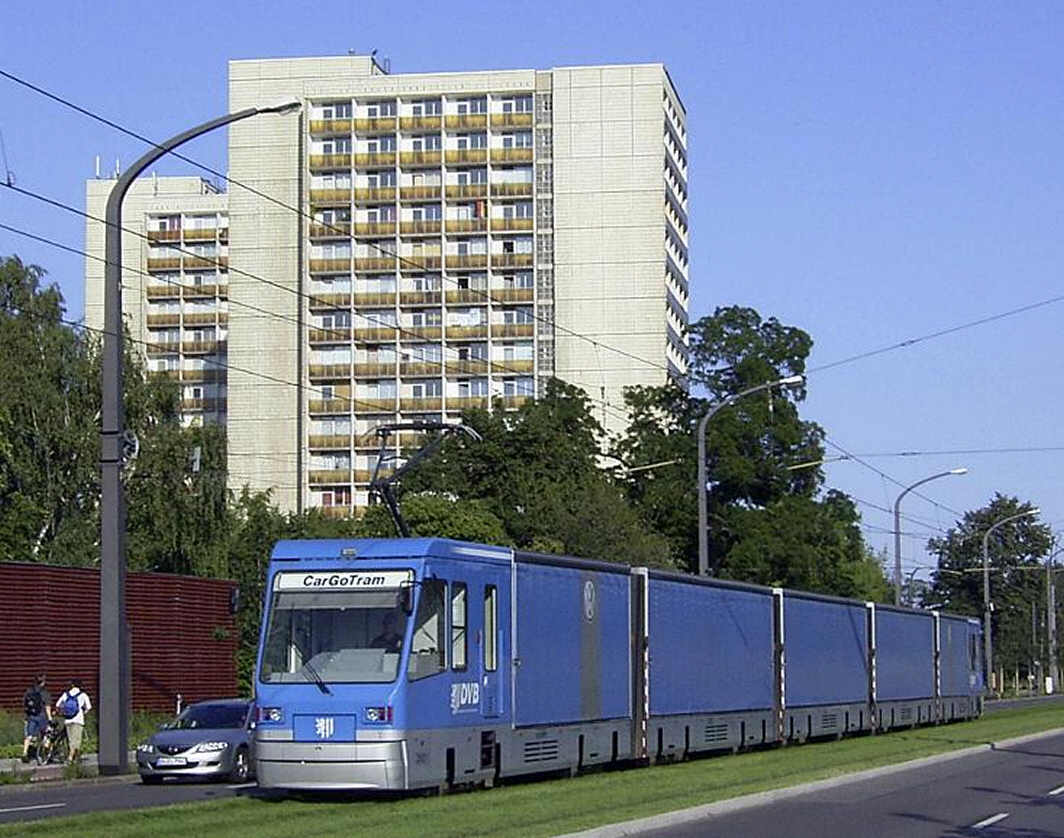
CarGoTram

有数条重要的高速公路经过德累斯顿。德国A4高速公路（为西到法国加莱、经比利时、德国、波兰、乌克兰、俄罗斯，东到哈萨克斯坦等中亚国家的欧洲E40公路的一部分)在西北部西东向经过德累斯顿。德国A17高速公路则向东南到达德国与捷克边境，然后在拉贝河畔乌斯季转入捷克的D8高速公路直达布拉格。德国A13高速公路向北通往柏林。高速公路和高速公路都是欧洲E55公路（北起瑞典赫尔辛堡，经丹麦、德国、捷克、奥地利、意大利，再跨海到希腊卡拉马塔）的组成部分。
德累斯顿拥有2个主要的城际铁路运输枢纽：德累斯顿火车总站（Dresden Hauptbahnhof）和德累斯顿新城火车站（Dresden Neustadtbahnhof）。最重要的铁路线通往柏林、布拉格、莱比锡和开姆尼茨。城市快鐵系统运营的3条与长途线路平行的路線。
德累斯顿国际机场位于西北郊外9公里的克罗茨斯彻（Klotzsche）地区，有高速公路和城市快鐵可以方便地到达。
由于德累斯顿的地质条件不适于建造地下铁路，有轨电车系统在该市的公共交通中非常重要。德累斯顿拥有规模庞大的电车轨道网，包括12条线路，总长200公里。许多新型车辆长达45米。许多轨道使用分开的路基，中间植草以消除噪音，一些轨道还位于街道中间，特别是在内城。
CarGoTram是一种专门服务于大众汽车透明工厂的货运有轨电车，横穿城市到达其后勤中心。透明厂房位于市中心不远处，毗邻该市最大的公园。

## 友好城市
- 英国考文垂，1959
- 俄罗斯圣彼得堡，1961
- 波兰弗罗茨瓦夫，1963
- 北马其顿斯科普里，1967
- 捷克俄斯特拉发，1971
- 刚果共和国布拉柴维尔，1975
- 意大利佛罗伦萨，1978
- 德国汉堡，1987
- 荷兰鹿特丹，1988
- 法国斯特拉斯堡，1990
- 奥地利萨尔茨堡，1991
- 美国哥伦布，1992
- 中国杭州，2009